# Kudowa-Zdrój
Kudowa-Zdrój (niem. Bad Kudowa, cz. Lázně Kudova lub Lázně Chudoba) – miasto uzdrowiskowe w Polsce położone w województwie dolnośląskim, w powiecie kłodzkim.
Według danych GUS z 1 stycznia 2023 r. miasto miało 9392 mieszkańców (409. miejsce w kraju).

## Położenie i przynależność administracyjna
Kudowa jest położona w dolinie na pograniczu Gór Stołowych i Pogórza Orlickiego na wysokości od 370 do 420 m n.p.m. nad potokiem Bystra, który poprzez rzekę Metuję (cz. Metuje) wpada do Łaby (zlewisko Morza Północnego). Zajmuje Obniżenie Kudowy, będące częścią Pogórza Orlickiego. Położenie Kudowy na południowych stokach gór powoduje, że ma ona klimat łagodniejszy od miejscowości położonych w Kotlinie Kłodzkiej, od której jest oddzielona Przełęczą Polskie Wrota.
Historycznie miasto należało do hrabstwa kłodzkiego będącego częścią Korony Czeskiej. Po wojnach śląskich wraz z nim stało się częścią pruskiego Śląska. W latach 1818–1945 należała administracyjne do powiatu Glatz (Kłodzko) i wraz z nimi do nowo utworzonej rejencji w Dzierżoniowie i prowincji śląskiej, a od 1919 r. prowincji dolnośląskiej. Po przyłączeniu na mocy układu poczdamskiego do Polski w latach 1945–1976 była częścią powiatu kłodzkiego należącego do województwa wrocławskiego. W latach 1975–1998 miasto administracyjnie należało do województwa wałbrzyskiego i było w latach 1976–1991 siedzibą gminy wiejskiej Kudowa-Zdrój. Obecnie znajduje się w powiecie kłodzkim w województwie dolnośląskim. Stanowi 2,07% powierzchni powiatu kłodzkiego.
Według danych z 2018 r., Kudowa-Zdrój ma obszar 33,9 km² (150. miejsce w kraju), w tym: użytki rolne: 40% a użytki leśne: 15%. Sąsiadują z nią gminy: Lewin Kłodzki, Radków, gmina Szczytna, a od południa i zachodu granica z Czechami. Do 21 grudnia 2007 r. w mieście były cztery przejścia graniczne, wszystkie zlikwidowane na mocy układu z Schengen. W skład Kudowy-Zdroju wchodzi 7 dzielnic: Czermna, Słone, Pstrążna, Jakubowice, Zakrze, Brzozowie, Bukowina Kłodzka.

## Klimat
Kudowa leży w regionie bioklimatycznym VI „podgórskim i górskim”, występuje tu typ bioklimatu umiarkowanie bodźcowy, okresowo silnie bodźcowy. Obserwacje meteorologiczne prowadzone były w Kudowie z przerwami od 1891 r. W roku 1966 obserwacje przerwano, jedynie na dachu jednego z sanatoriów, do 1970 roku, pozostał wiatromierz i heliograf. Posterunek meteorologiczny reaktywowano w 1976 r. i po 15 latach działalności przekształcono go w posterunek opadowy (18 marca 1992). Przez cały okres swej działalności posterunek znajdował się u podnóża Góry Parkowej (cp – 50°27 'N, X – 16°16′E, hs – 406 m n.p.m.). W latach 1951–1975 średnia roczna suma usłonecznienia rzeczywistego wynosi w Kudowie 1440 godzin. W ciągu roku najbardziej korzystne warunki solarne panują od marca do października z maksimum 200 godzin ze słońcem w lipcu, najmniej korzystne są natomiast w grudniu (30 godz.). Średnie roczne zachmurzenie notowane o godzinie 12 GMT wynosi w Kudowie 69% (1976–1990). Najpogodniejszy w całym roku okres trwa od maja do października z zachmurzeniem 59–64% w miesiącu, a najpochmurniejszy obejmuje listopad i grudzień 81–82%. Średnia roczna temperatura powietrza w Kudowie w piętnastoleciu 1976–1990 wynosi 7,1'C, średnia miesiąca najcieplejszego (lipiec) 16,4'C, a najzimniejszego (styczeń) -3,0'C. Największe amplitudy miesięczne temperatur występują w styczniu, lutym i marcu. Dni upalne zdarzają się rzadko i tylko w okresie lata, także dni bardzo mroźne występują rzadko i tylko w styczniu i lutym. Wieloletnia średnia suma roczna opadów atmosferycznych w Kudowie wynosi 618 mm. Maksimum roczne opadów przypada na lipiec 85 mm, a minimum na koniec zimy i początek wiosny, wtedy spada poniżej 30 mm w miesiącu. Burze są zjawiskiem atmosferycznym występującym najczęściej w okresie od maja do sierpnia, w pozostałych miesiącach roku notowane są sporadycznie. Maksimum dni z pokrywą śnieżną, która przeciętnie zalega od listopada do kwietnia, występuje w styczniu – 22. W Kudowie średnio w roku jest 60 dni z pokrywą śnieżną. W Kudowie przewagę mają wiatry południowo-zachodnie (SW) 1 i południowe 14,8%, najrzadziej wieją wiatry wschodnie. Różnego rodzaju zanieczyszczenie powietrza w Kudowie kształtowało się poniżej aktualnie obowiązujących w uzdrowiskach norm. Szczegółowe wyniki badań terenowych przeprowadzonych w latach 1972–1973 wykazują, że decydujący wpływ na kształtowanie się lokalnych cech klimatycznych ma rzeźba terenu. Należy podkreślić, że w zestawieniu z innymi uzdrowiskami sudeckimi, w Kudowie obserwowano najwięcej dni letnich i dni gorących, a także mało dni z mgłą oraz słabe wiatry.

## Toponimia
Tuż po wojnie miejscowość miała nazwę Chudoba, natomiast stacja kolejowa zaraz po wojnie używała nazwy Chudowa Zdrój. 19 maja 1946 r. wprowadzono urzędowo nazwę Kudowa Zdrój. Nazwa miejscowości Kudowa-Zdrój pisana z łącznikiem (dywizem) jest nazwą urzędową, ustaloną przez Ministra Spraw Wewnętrznych i Administracji po zasięgnięciu opinii Komisji Nazw Miejscowości i Obiektów Fizjograficznych i opublikowaną w Dzienniku Ustaw. W 2004 r. Rada Języka Polskiego uchwaliła taki sposób zapisu wieloczłonowych nazw miejscowych. Forma nazwy pisana bez łącznika, tzn. „Kudowa Zdrój” jest obecnie formą potoczną. Ponadto w nazwach dwuczłonowych odmieniają się oba człony, dlatego należy odmieniać zarówno nazwę, jak i określenie Zdrój. Brak odmiany predykatu Zdrój jest często spotykanym błędem nawet wśród samorządowców i dziennikarzy.
Nazwę miasta nosił także drobnicowiec MS Kudowa Zdrój, który zatonął 20 stycznia 1983 r. u wybrzeży Balearów na Morzu Śródziemnym. Zginęło wtedy 20 osób, 8 osób uratowano.

## Historia
Pierwsze wzmianki o miejscowości pochodzą z 1354 r. Wieś, która dała początek miastu, położona była na czeskim obszarze etnicznym i nazywała się Lipolitov, a następnie Chudoba. Anegdota głosi, że nazwa ta (w języku polskim bieda) odzwierciedlała status materialny mieszkańców. Znana była też nazwa Čermenské Lázně. W tym pierwszym okresie należała do majątku i dworu w Czermnej obejmującej oprócz Kudowy Czermną oraz Malá Čermná. Jej pierwotnym właścicielem był książę ziębicki i hrabia kłodzki Henryk I Starszy, syn Jerzego z Podiebradów za którego dobra Czermna należały do klucza zamkowego Homole którego częścią pozostawały w latach 1477–1588. Wraz z nim przeszła następnie w ręce protestanckiej czeskiej rodziny szlacheckiej Smiřičtích (von Schmiritz), a następnie stała się częścią klucza zamkowego w Nowym Mieście nad Metują należącego do Stubenbergów.
W 1587 r. odnotowano tu istnienie źródła wód mineralnych „Die Eugenquelle” (obecnie Jędrzeja Śniadeckiego). Po bitwie pod Białą Górą (1620) dobra należące do poległego w niej Rudolfa Stubenberga i jego syna Jana Viléma Stubenberga zostały skonfiskowane przez Habsburgów. W 1623 nabył je właściciel Náchodu – Adam Erdman Trčka (Terzky) z Lípy. Był oficerem i adiutantem, a także szwagrem naczelnego dowódcy wojsk cesarskich z okresu wojny trzydziestoletniej, Albrechta von Wallensteina. Po ich zamordowaniu na rozkaz Habsburgów klucz zamkowy w Nowym Mieście nad Metują wraz z należącymi do niego dobrami Czermna otrzymał szkocki oficer Walter von Leslie za udział w zamachu na Wallensteina i Trčkę. Od tej pory właścicielami Kudowy pozostawali hrabiowie von Leslie. W XVII w. odkryto tu źródła leczniczych wód o zróżnicowanym składzie chemicznym. W 1622 pierwszy opis kudowskich wód mineralnych został zawarty w Glaciografii Aeluriusa. Czytamy w niej o wodzie dobrej w smaku, która uważana była za zdrową i leczniczą i używana w dużych ilościach, była ona nad wino przekładana. W 1636 r. powstały pierwsze drewniane urządzenia kąpielowe. Następnego opisu wód Kudowy dokonał doktor Kremer w pracy naukowej z 1694 roku.
Kres przynależności Kudowy do Korony Czeskiej przyniosła pierwsza wojna śląska między Prusami a Austrią po której w 1742 r. przeszła wraz z całym hrabstwem kłodzkim do pruskiego od tej pory Śląska. Od tej pory jako zamieszkała w większości przez ludność czeskojęzyczną stanowiła część tzw. czeskiego kątka w należącym do Prus powiecie kłodzkim. Język, jakim mówiono w tych okolicach, jest określany jako dialekt kłodzki języka czeskiego. Król pruski Fryderyk II Wielki zainteresował się wówczas Kudową. Odwiedził ją w 1765 r. i kazał zbadać wodę ze źródła. W 1772 uruchomiono tu pierwszą pijalnię wód. W 1777 r. ukazała się we Wrocławiu broszura pt. Publiczne Uwiadomienie Zdroiów Zdrowych lub wód mineralnych leczących na Śląsku w Kodowie, Reynercu, Altwasser, Szarlotenbrun, Salcbrun i Flinsbergu się znaydujących. Było to dokonane przez Dawida Vogla tłumaczenie niemieckiej książeczki, wydanej w 1774 r., autorstwa Johanna Gotfrieda Morgenbessera, wrocławskiego lekarza i chemika. Publikacja zawierała informacje obejmujące m.in. wyniki przeprowadzonych analiz, skład chemiczny wód oraz medyczne ich zastosowanie. W 1785 dobra Czermna zostały sprzedane przez hrabiów von Leslie baronowi Michaelowi von Stillfried-Rattonitz (1730–1796) z Nowej Rudy. On i jego syn, hrabia Johann Joseph von Stillfried-Rattonitz (1762–1805), starali się systematycznie rozbudowywać źródła i zaplecze uzdrowiskowe. W 1795 roku wzniesiono nowe łazienki i dom gościnny. W miejscu dawnego zameczku myśliwskiego zbudowano nowy zamek a obok powstał w 1798 roku pierwszy w hrabstwie kłodzkim kościół braci czeskich na Wzgórzu Kaplicznym. Samo uzdrowisko dzierżawiła spółka lekarzy, którzy znacznie je unowocześnili. Pobudowano wtedy budynek dla kuracjuszy i budynek łazienkowy z 20 wannami. W 1800 r. uruchomiono nową ośmioboczną pijalnię wód z drewnianą kopułą.
Na początku XIX wieku, podczas wojen napoleońskich uzdrowisko nie funkcjonowało. Wznowienia jego działalności dokonali w 1813 roku nowi właściciele Kudowy bracia Zygmunt Adolf von Götzen i generalny gubernator Śląska Friedrich Wilhelm von Götzen. Przeprowadzili oni remont i rozbudowę zamku (1810–1812), wybudowali kasyno (1817), pawilon do kąpieli gazowych (1818), a także założyli park i promenadę (1820). Powstał wówczas pierwszy pawilon ogrodowy oraz założono ogrody pod Górą Parkową. Götzenowie zmarli bezpotomnie a majątek odziedziczył ich bratanek hrabia Anton von Magnis (1786–1861). Uzdrowisko odwiedził wówczas m.in. jeden z największych poetów doby romantyzmu Johann Wolfgang Goethe, a także car Rosji Aleksander I, król Prus Fryderyk Wilhelm III i cesarz Austrii Franciszek I.
Polska kuracjuszka Julia Wojkowska tak opisała ówczesną Kudowę: Cicha, niezmazane piętno wioski w sobie nosząca a ludu czeskiego pełna Kudowa wydała mi się być wcale podobną do raju. Ale bo też po prawdzie i nie łatwo najść kącik ku wytchnieniu milszy a ozdobiejszy pięknością prostoty. Kilkanaście domów wrzuconych w niezbyt obszerny, ale pełen drzew ślicznych ogród, graniczący po jednej stronie z łańcuchem gór zielenią okrytych, a po trzech innych z polem otwartym ku bliskim wioskom – i oto już cała Kudowa. A przecie jakże tam miło i pięknie, jak uroczysto i swobodnie. Zdaje ci się istnie, jakobyś zamieszkał w cichym, nadobnym domku gospodarza uczciwego i pełnego prostoty, a którego duszy świętość rozlewa naokoło siebie, jakoby tchnienie Boże. Tym gospodarzem z duszą uczciwą a prostą, wydała mi się być cała przyroda w Kudowie.
W 1847 roku Kudowę odwiedziło 300 kuracjuszy, zaś w 1850 r. pojawiło się pierwsze naukowe opracowanie wód mineralnych Adolfa Duflosa. Opisał w nim jako pierwszy analizę chemiczną kudowskich wód mineralnych. Od tego roku Kudowa oficjalnie była określana jako uzdrowisko. Dla rozwoju Kudowy wielkie zasługi położył działający tu od 1844 jako lekarz uzdrowiskowy doktor Amand Ferdinand Nentwig. W trakcie wojny prusko-austriackiej w 1866 zorganizował on szpital wojskowy dla rannych pruskich żołnierzy. W drugiej połowie XIX w. w 1870 r. Kudowa została uznana za pierwsze uzdrowisko kardiologiczne w Niemczech – następny po Netwigu lekarz uzdrowiskowy doktor Johannes Jacob w 1870 z powodzeniem leczył chorych na serce naturalnymi kąpielami kwasowęglowymi z tutejszych źródeł, W 1874 r. w celach leczniczych zaczęto w Kudowie stosować borowinę. W 1863 r. właścicielem Kudowy był przedsiębiorca Eduard von Kramsta, a następnie baron von Otterstedt. Ten ostatni sprzedał w 1873 r., Czermną i zachował jedynie Kudowę. W tym czasie ze względu na kolejne wielokrotne zmiany własnościowe (miała w tym czasie kolejno 9 właścicieli) rozwój gospodarczy został zahamowany na kilka lat. Na dodatek trzeba było odbudować zniszczenia spowodowaną przez katastrofalną powódź w 1888. Nowy impuls do rozwoju miasta jako kurortu dało doprowadzenie w 1905 r. do Kudowy linii kolejowej z Kłodzka, a także wybudowanie własnej elektrowni. Powstały też wówczas liczne sanatoria, m.in. w 1906 roku wybudowano „Dom Charlotty” (dzisiaj Zakład Przyrodoleczniczy) oraz hotel z teatrem „Książęcy Dwór” – obecnie Szpital Uzdrowiskowy „Polonia”. Miarą rozwoju miejscowości był fakt powołania w 1904 roku w Kudowie liczącej wówczas 792 mieszkańców samodzielnej gminy wiejskiej. W następnych latach Kudowa otrzymała oświetlenie elektryczne, wodociągi i kanalizację. Wybrukowano chodniki i ulice oraz zainstalowano oświetlenie uliczne. Gmina wybudowała szpital, remizę strażacką oraz budynek urzędu miejskiego z centralnym ogrzewaniem. W tym czasie znacznie zwielokrotniła się liczba przebywających kuracjuszy – sięgając liczby 8 tysięcy osób. W 1912 r. liczba kuracjuszy zwiększyła się do 12 000. Wśród nim był m.in., Helmut Karl von Moltke. Sensacją był przylot do Kudowy 13 lipca 1910 r. sterowca typu Parseval, co obserwowało tysiące gapiów. Ze względu na złą pogodę sterowiec Parseval 5 przyleciał z Polanicy z siedmiogodzinnym opóźnieniem i wylądował na osłoniętej od wiatru łące między Czermną, a Kudową, niedaleko ogrodów uzdrowiskowych. Balon był tu zakotwiczony do żelaznych szyn wbitych w ziemię. Powrót w dniu następnym nie przebiegł bez trudności. Parseval podniósł się, lecz po pół godzinie powrócił z powodu obciążenia przez namoknięte liny i powłokę balonu. Po czterech godzinach powtórzono próbę, tym razem sterowiec doleciał do Kłodzka, gdzie został spakowany i ostatni odcinek podróży do Wrocławia dokończył koleją.
W okresie międzywojennym następował dalszy rozwój uzdrowiska. W latach 1911–1931 w okresie lata pracował tu jako lekarz uzdrowiskowy Raphael Friedeberg. W 1920 roku Kudowa została awansowana na uzdrowisko i przemianowana na „Bad Kudowa”. Spółkę gminną obsługująca miejscowe zdroje przejęła firma „Gebrüder Martin und Paul Polka O.H.G.” W 1931 roku wzniesiono budynek Pijalni wód mineralnych połączony z muszlą koncertową i Nowymi Łazienkami. W okresie tym w Kudowie jako w uzdrowisku o renomie międzynarodowej gościło na kuracji wielu znanych ludzi m.in. Bruno Schultz oraz Winston Churchill. Podczas II wojny światowej uzdrowisko funkcjonowało jako ośrodek dla ozdrowieńców – rannych żołnierzy Wehrmachtu. Znajdowała się tu także filia obozu Gross-Rosen, w której więziono ok. 3 tysięcy osób zatrudnionych w fabryce części do samolotów „Messerschmitt” – „Vereinigte Deutsche Motorenverke”. Także w sąsiednim Jeleniowie był obóz kobiecy; którego więźniarki, przeważnie Żydówki, zatrudniano w zakładach włókienniczych w Kudowie.

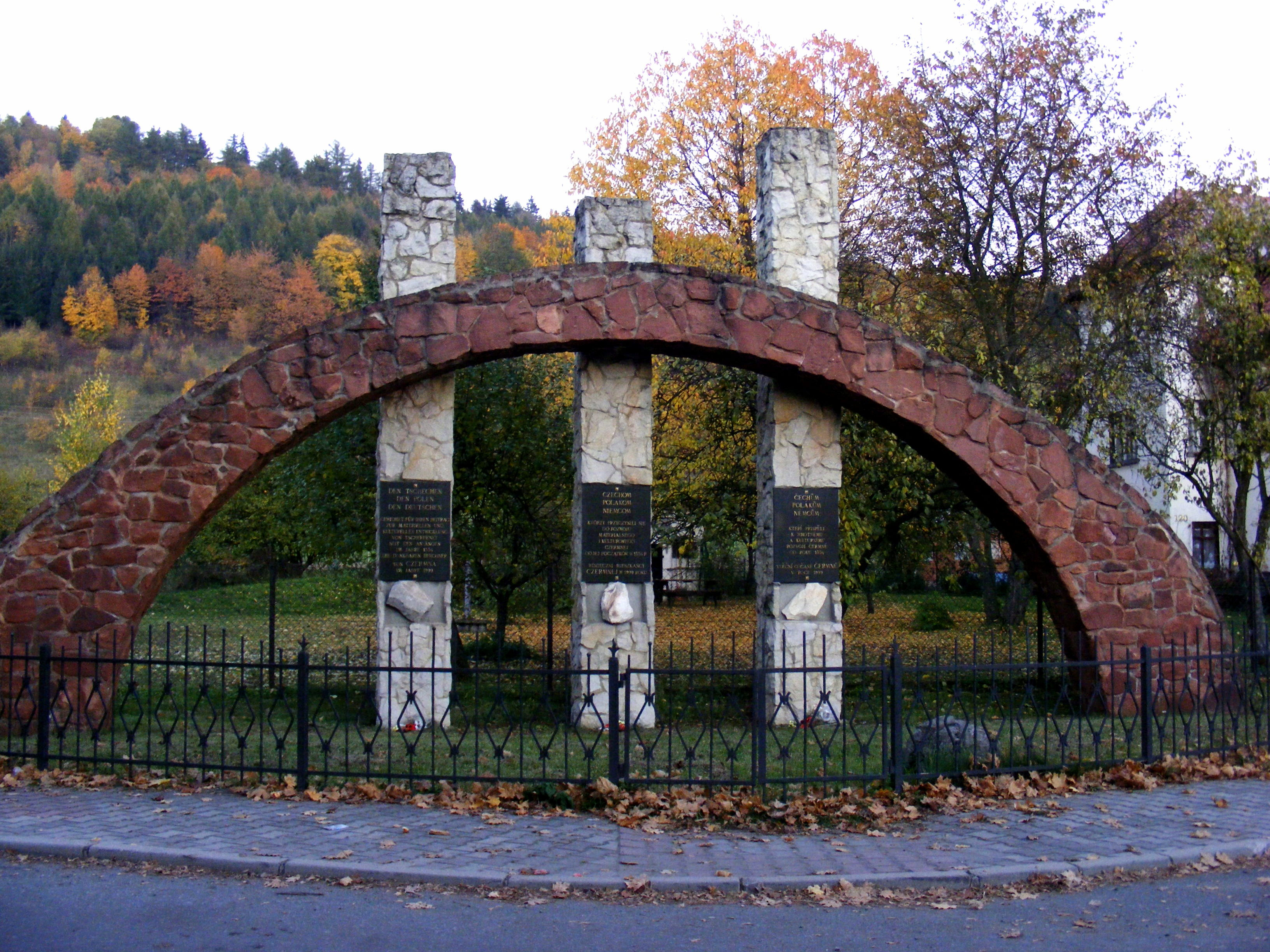
Pomnik Trzech Kultur w Kudowie-Zdroju

Po zakończeniu II wojny światowej, w 1945 r. pomiędzy Polską a Czechosłowacją toczył się spór graniczny, między innymi o Kudowę. Ostatecznie miasto weszło w skład państwa polskiego a jego dotychczasową ludność do 1946 r. wysiedlono do Niemiec. W 1945 r. Kudowa otrzymała prawa miejskie, a w 1946 oficjalnie nadano jej obecną nazwę. Większość czeskich mieszkańców czeskiego kątka wyjechała do pobliskiej Czechosłowacji, gdzie w Náchodzie urzędował tzw. „Komitet Kłodzki” pomagający przesiedleńcom w znalezieniu mieszkania i pracy. Dla czeskich i niemieckich mieszkańców tego terenu którzy pozostali w Kudowie w roku 1947 otwarto szkołę z czeskim, a następnie od 1952 z niemieckim językiem nauczania. Ze względu na emigrację Niemców do RFN w latach 50. szkołę zamknięto w roku 1960. Pierwsze lata powojenne były dla Kudowy bardzo trudne, wiele znajdujących się tu obiektów wymagało pilnych napraw. Jak pisano w 1950 r. Budynki, jak i wszystkie urządzenia techniczne na terenie uzdrowiska znajdują się w dużym stopniu zużycia i tym samym zachodzi konieczność wymiany wielu elementów, co powoduje znaczne nakłady zarówno materiałowe, jak i osobowe. Inaczej opisał sytuację miasta w 1960 r. Władysław Jan Grabski twierdząc, że W czasie działań wojennych w 1945 r. Kudowa mało ucierpiała. Opuszczone przez niemieckich fachowców lecznice zdrojowe Polacy sprawnie obsadzili i uruchomili, wykorzystując piękne uzdrowisko jako popularne miejsce wczasów i leczenia się ludności miejskiej Polski centralnej. W polskich rękach nie tylko sezonowe gmachy i domy zdrojowe ożyły, ale i liczba stałych mieszkańców, którzy zastąpili przedwojennych Niemców, wzrosła ogromnie (w 1940 r. 1981 Niemców, a w 1959 r. – 6000 Polaków). W 1951 nowym dyrektorem uzdrowiska został Tadeusz Janowski. Dzięki jego energii m.in. reaktywowano orkiestrę uzdrowiskową występującą dwa razy dziennie. Do odbudowy w latach 1947–1949 uzdrowiska kudowskiego przyczynił się światowej sławy uczony Julian Aleksandrowicz, a do jego rozwoju w latach 1951–1977 jako kierownik ośrodka naukowo-badawczego i konsultant naukowy wybitny kardiolog Antoni Falkiewicz. W czasach Polski Ludowej rozbudowano dzielnicę przemysłową Zakrze na potrzeby rozwijającego się w mieście przemysłu włókienniczego, Powstały także nowe pensjonaty i hotele, wzniesiono kotłownię, basen kąpielowy, dwie szkoły, doprowadzono gaz oraz utworzono ujęcia wody mineralnej i gospodarczej. Zmodernizowano także starą bazę sanatoryjno-wczasową, powstało nowe osiedle mieszkaniowe z zapleczem socjalno-handlowym i domem kultury.
W mieście od 1962 roku w sierpniu odbywają się zainicjowane przez Władysława Skoraczewskiego i ówczesnego dyrektora uzdrowiska Wacława Kaniewskiego. Festiwale Moniuszkowskie organizowane obecnie przez Moniuszkowskie Towarzystwo Kulturalne w Kudowie Zdroju. Jest to najstarsza tego typu impreza w Polsce. Pierwsza jego edycja zgromadziła w sumie ok. 20 tys. widzów. Wykonawcami byli artyści Teatru Wielkiego Opery i Baletu w Warszawie oraz Harcerska Orkiestra Symfoniczna Chorągwi Warszawskiej zaś repertuar stanowiły najpiękniejsze i najbardziej znane arie operowe. Kolejnymi dyrektorami artystycznymi Festiwalu byli Władysław Skoraczewski, Leon Hanek, Ludwik Mika, Ewa Kofin, Zbigniew Goncarzewicz, Jerzy Flic, Maria Fołtyn, Sławomir Pietras, a od 2012 roku funkcję tę pełni Stanisław Rybarczyk. W trakcie 57 dotychczas zorganizowanych edycji Festiwalu Moniuszkowskiego na scenach Kudowy wystąpiło łącznie kilka tysięcy artystów z Polski i zagranicy, m.in. Czech, Danii, Japonii, Kuby, Litwy, Meksyku, Niemczech, Norwegii, Rosji, Słowacji, Ukrainy, USA i Włoch. Trzon występujących stanowili jednak zawsze artyści polskich scen operowych tacy jak Bogna Sokorska, Stefania Toczyska, Bernard Ładysz czy Wiesław Ochman. Podniesienie poziomu artystycznego oraz wzrost popularności Festiwalu wśród artystów zagranicznych nastąpił za czasów dyrekcji Marii Fołtyn, wielkiej entuzjastki muzyki Stanisława Moniuszki. Za jej sprawą do Kudowy zaczęli także przyjeżdżać popularni w latach 70. i 80.artyści estradowi Danuta Rinn, Irena Santor czy Marek Grechuta. Oprócz wokalistów w Kudowskich festiwalach udział brali znani polscy aktorzy tacy jak Krzysztof Kolberger czy Daniel Olbrychski.

Obecnie Kudowa Zdrój rozwija się w szybkim tempie jako ośrodek uzdrowiskowy i turystyczny. Park Zdrojowy oraz Pijalnia Wód Mineralnych zostały odrestaurowany w stylu dwudziestolecia międzywojennego. W uzdrowisku wykorzystywane są szczawy wodorowęglanowo – sodowo – wapniowe, żelaziste i borowe pozyskiwane ze źródeł „Śniadecki”, „Moniuszko” i „Marchlewski”. Stosuje się je do kuracji pitnej, kąpieli mineralnych i unikatowych suchych kąpieli. Innym naturalnym surowcem leczniczym jest borowina, którą wykorzystuje się do kąpieli i okładów. Zakład Przyrodoleczniczy w Kudowie-Zdroju wykonuje ponad 50 rodzajów zabiegów leczniczych takich jak m.in.: okłady borowinowe, fango, kąpiele mineralne, solankowe, borowinowe i gazowe z CO2, zabiegi odchudzające, a także różnego rodzaju masaże. Leczenie dorosłych obejmuje choroby przewodu pokarmowego, ortopedyczno-urazowe, endokrynologiczne, otyłość choroby układu krwiotwórczego, układu krążenia, choroby reumatologiczne. Uzdrowisko Kudowa-Zdrój jako jedno z nielicznych w Polsce specjalizuje się w leczeniu otyłości i nadwagi wśród dzieci i młodzieży. 

### Kudowa-Zdrój na starych fotografiach

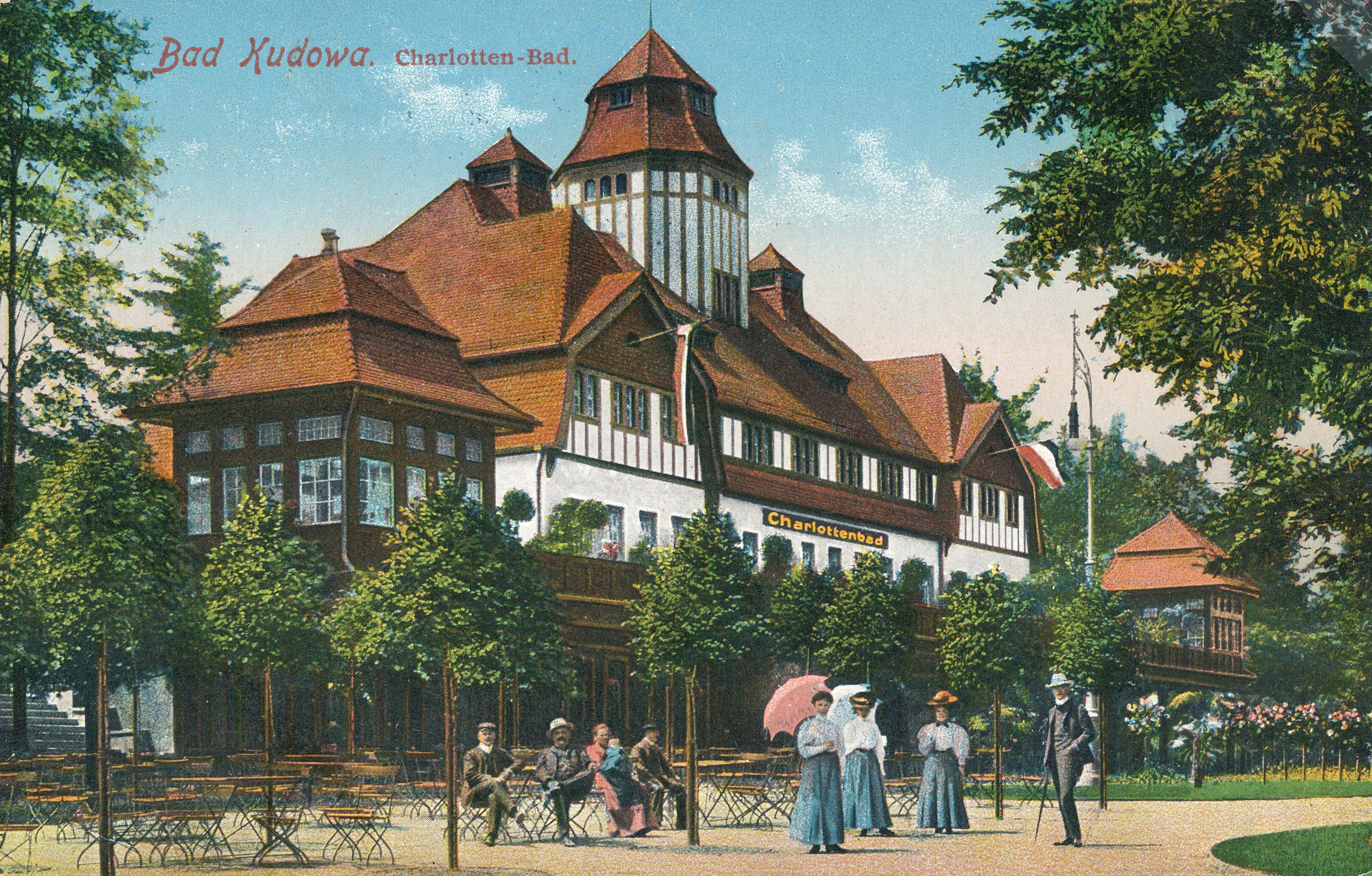
Sanatorium „Dom Charlotty” (przed 1914)
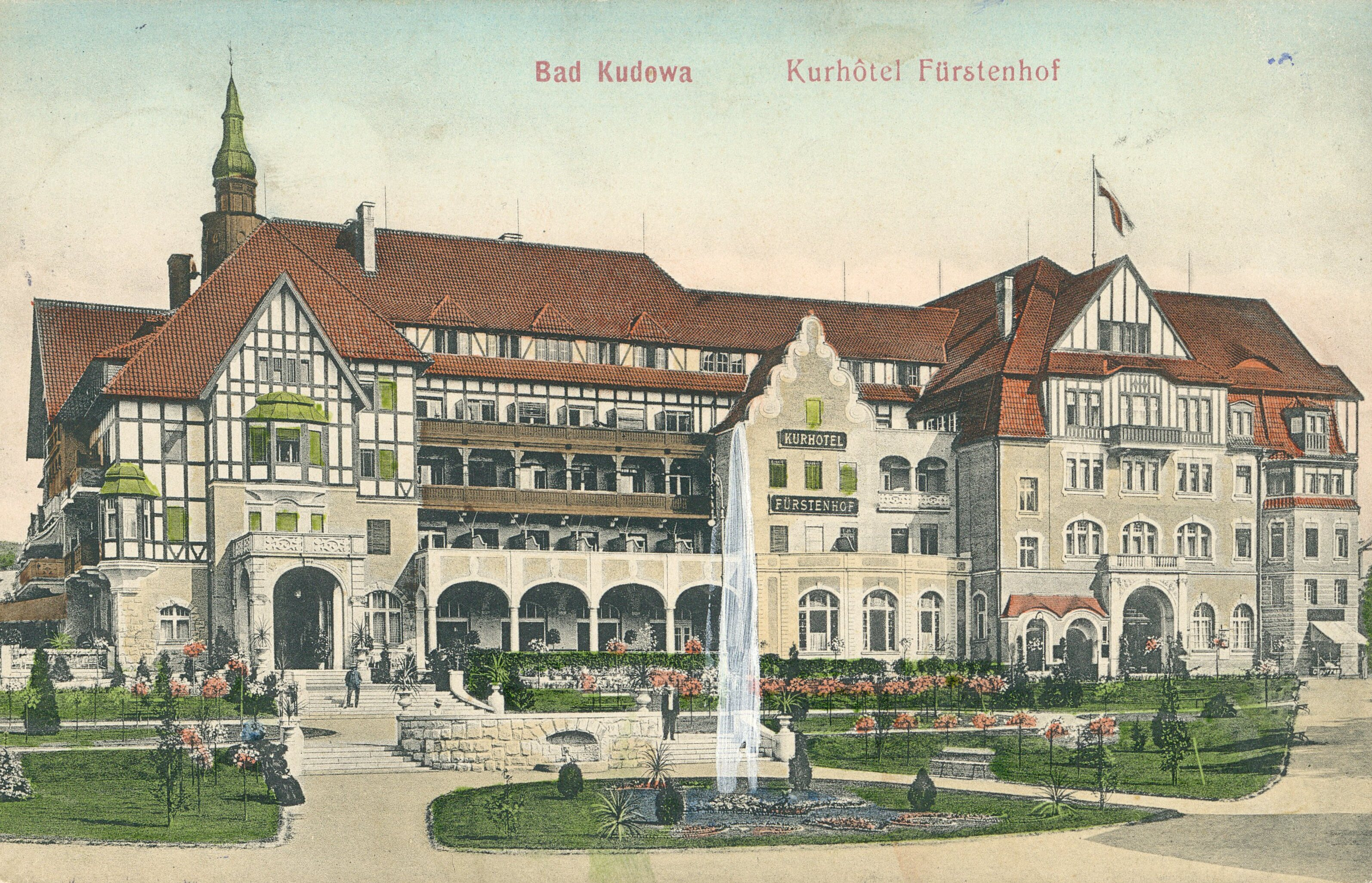
Hotel „Książęcy Dwór” obecnie sanatorium Polonia (przed 1914)
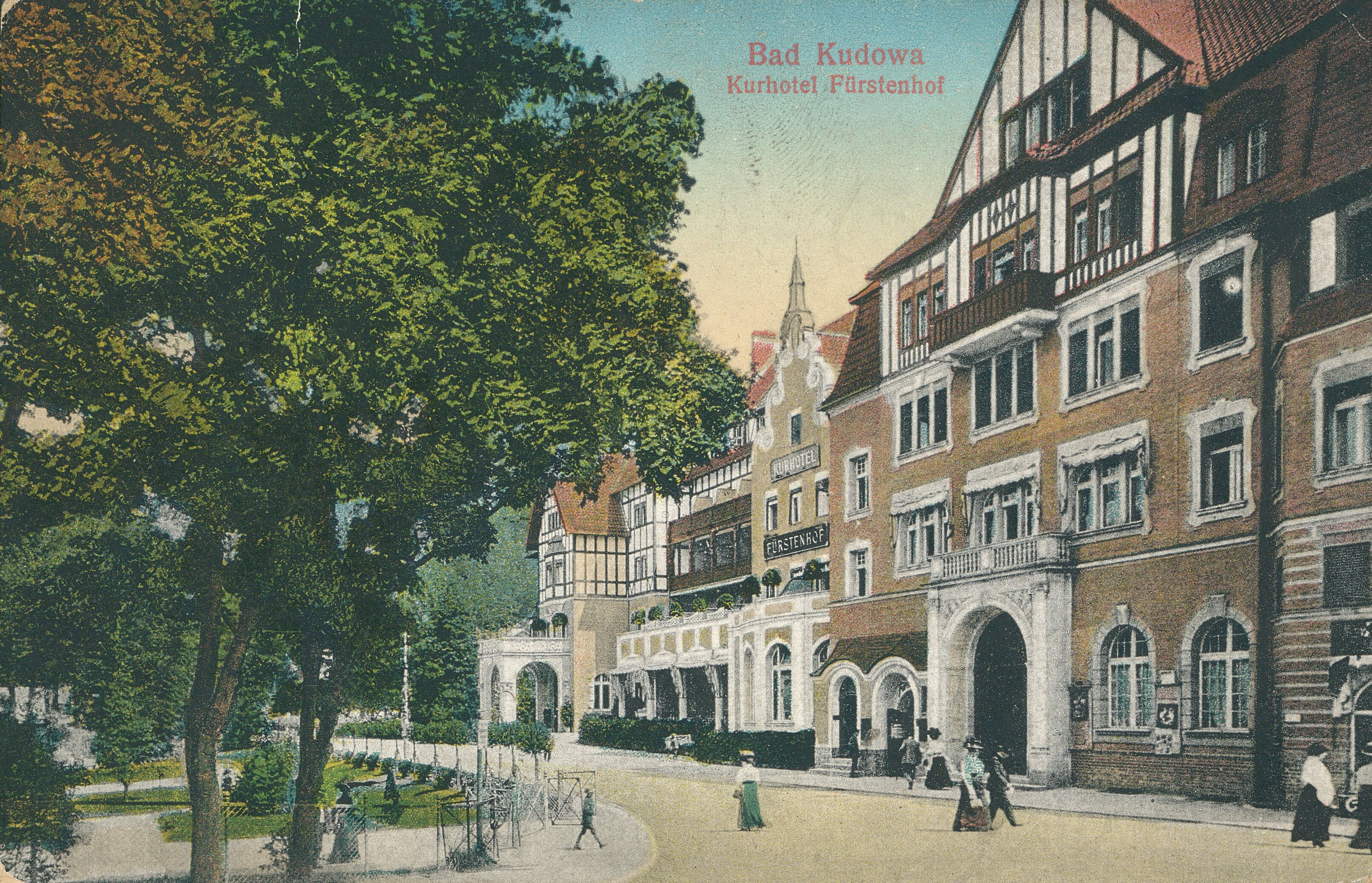
Hotel „Książęcy Dwór” obecnie sanatorium Polonia (1912)
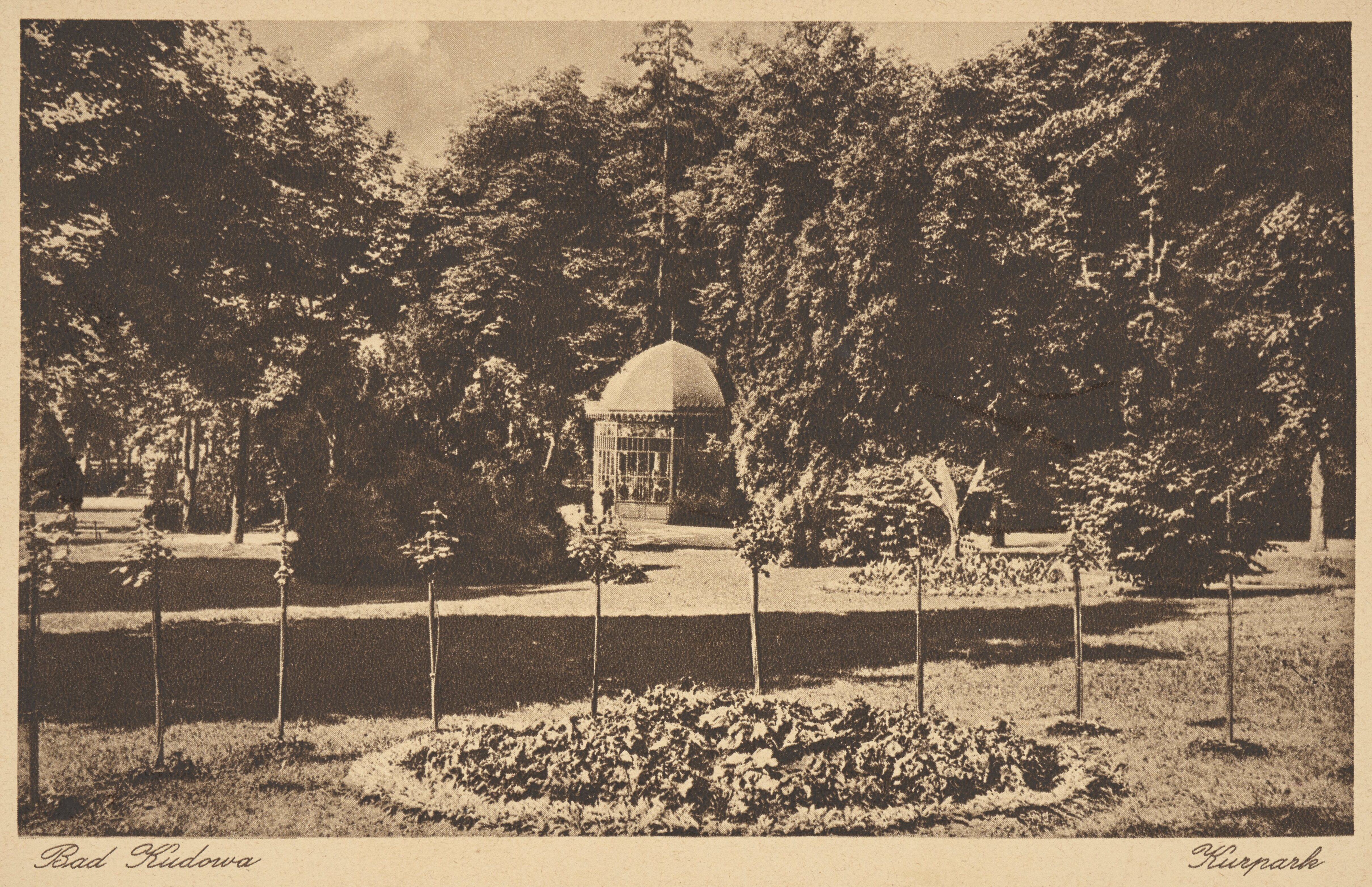
Fragment Parku Zdrojowego (1910)
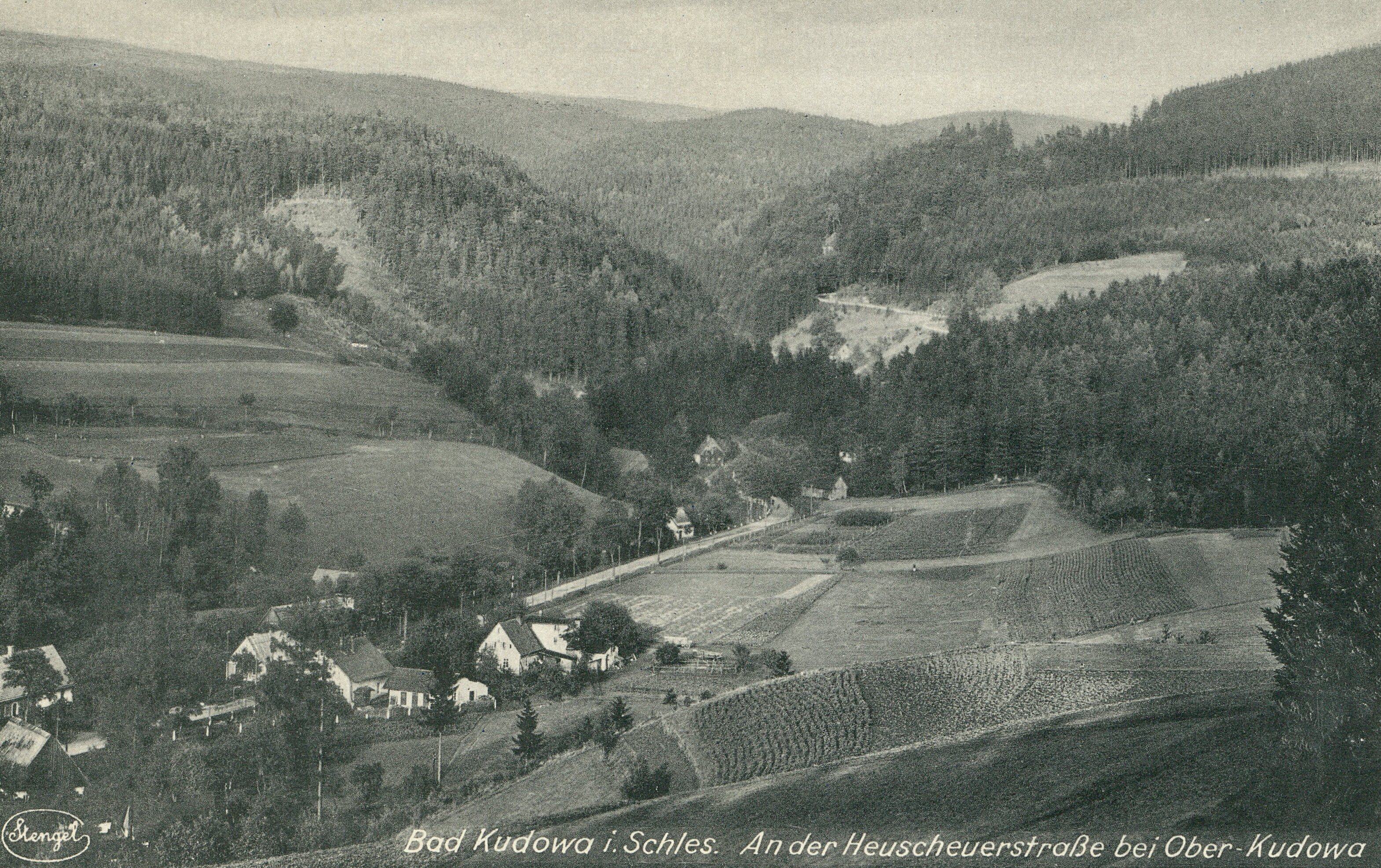
Widok okolic Kudowy (1910)
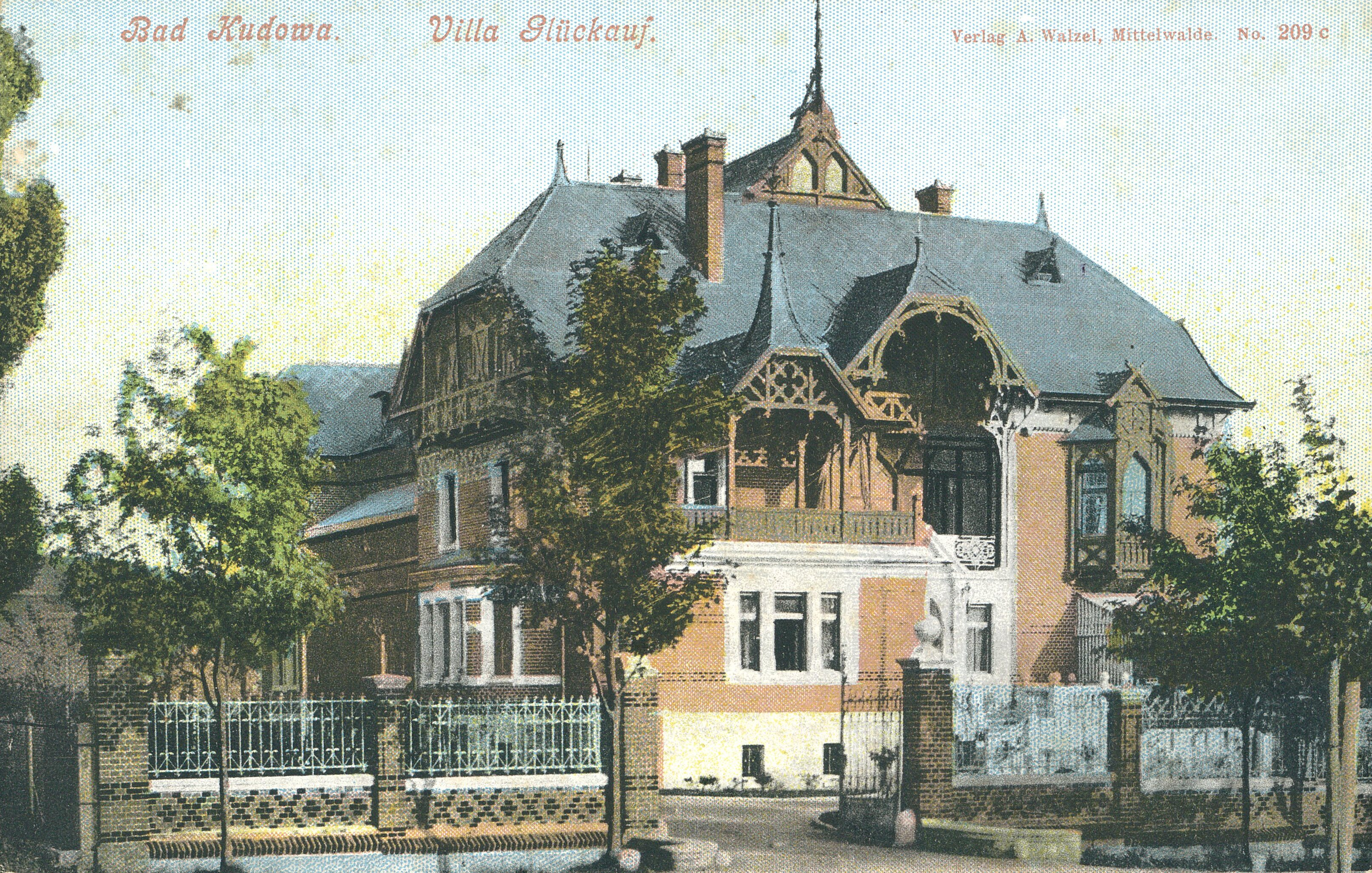
Willa „Powodzenie” (1901)
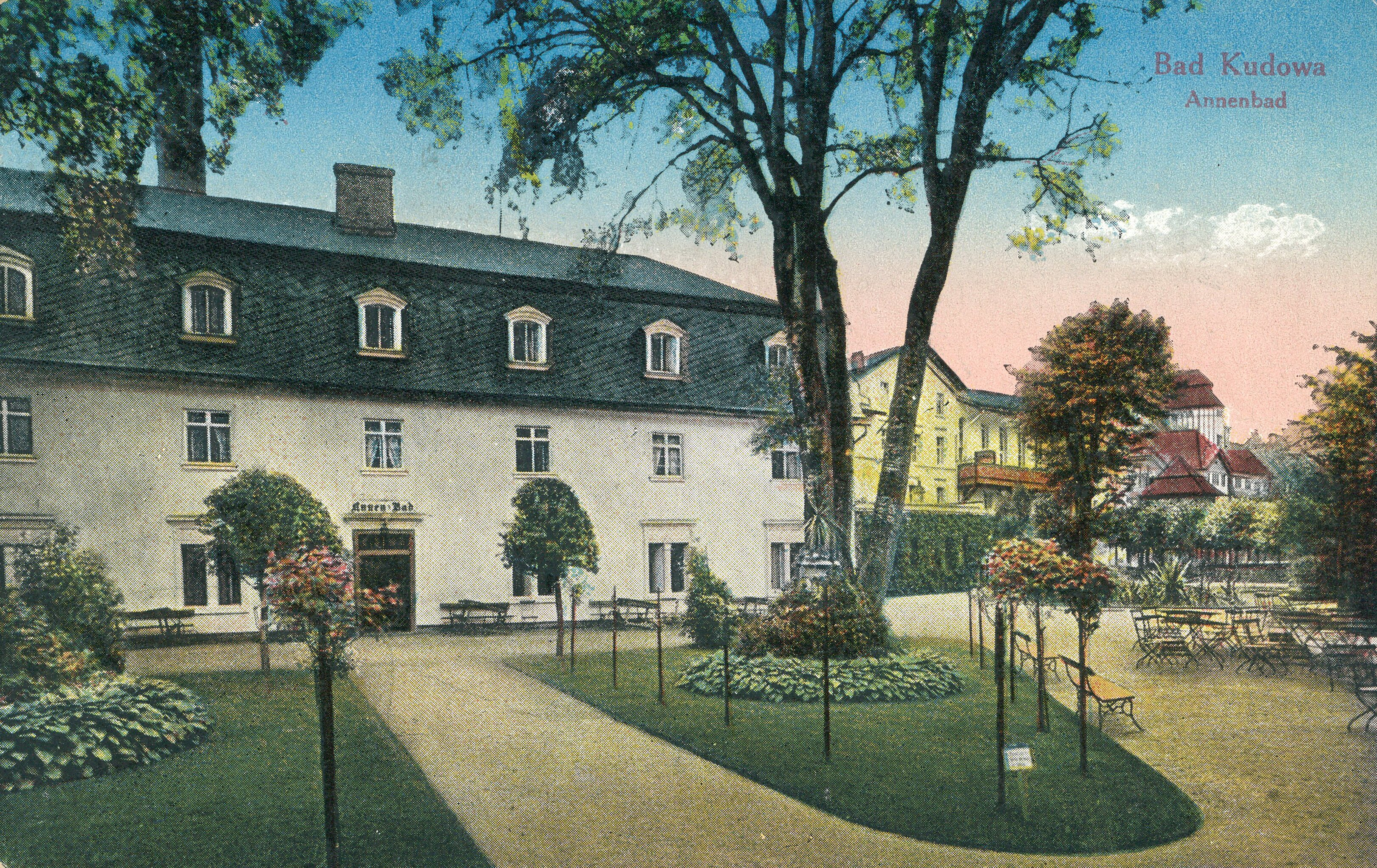
Dom Kąpielowy (1914)
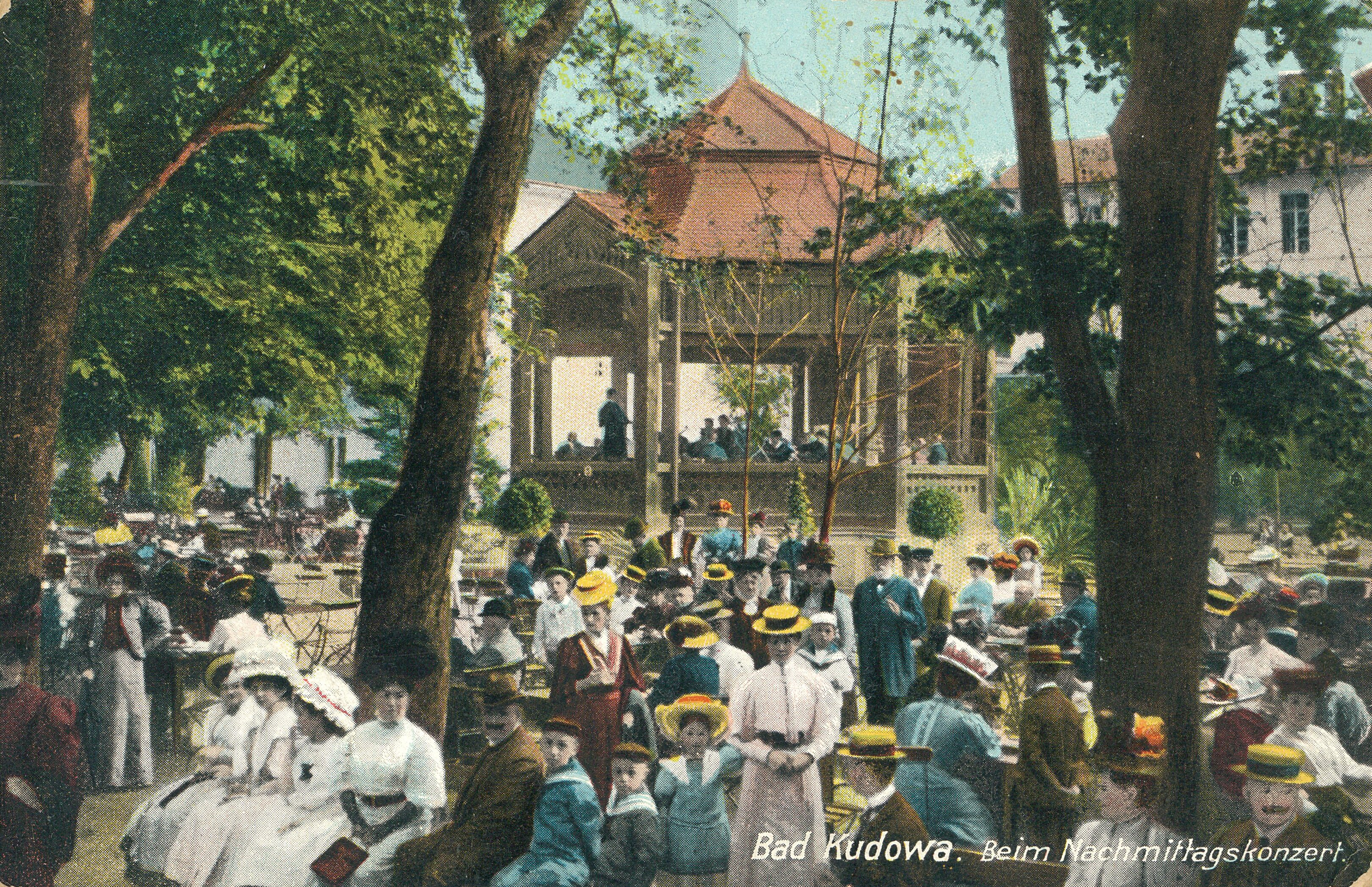
Popołudniowy koncert (1909)
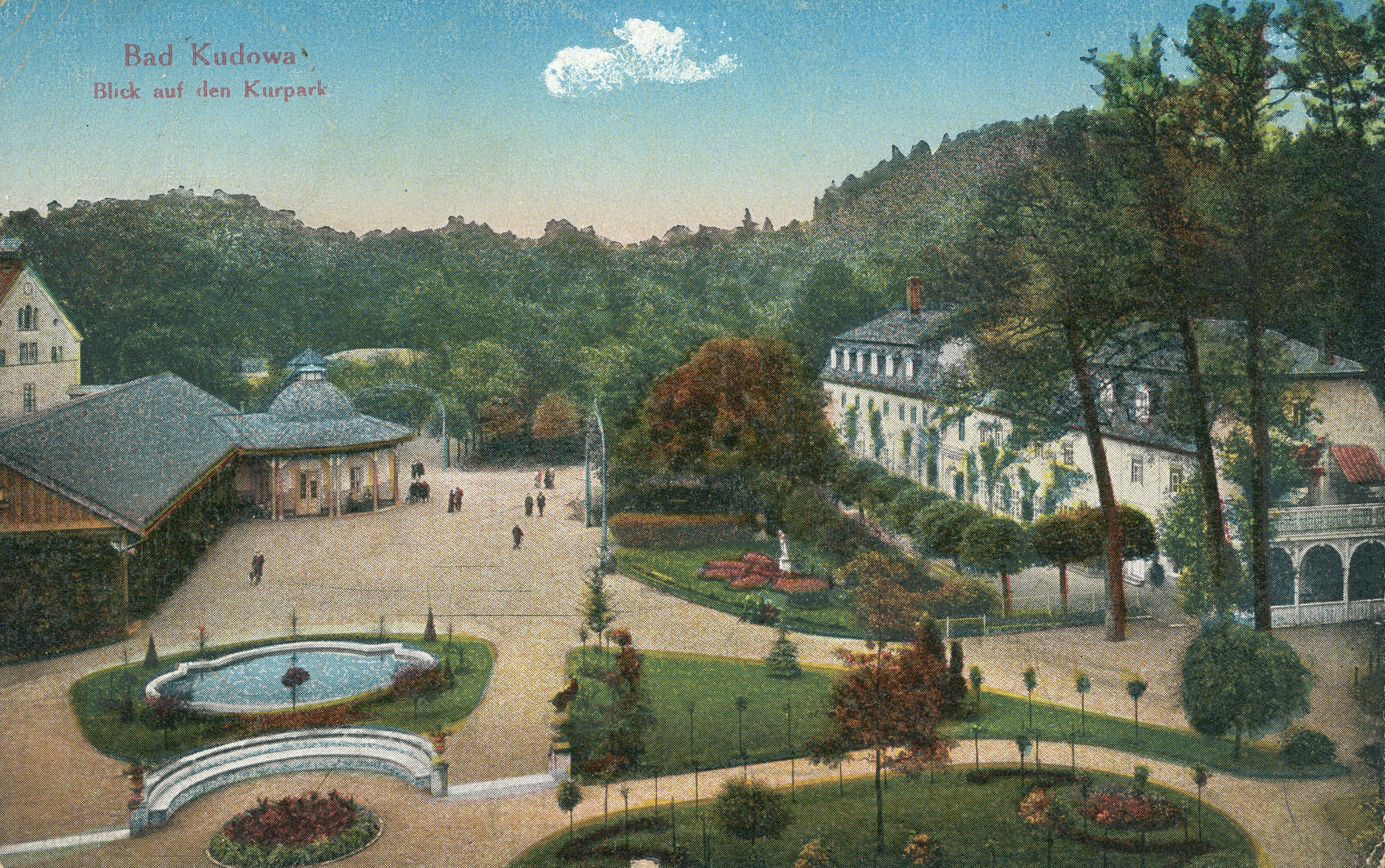
Widok na Park Zdrojowy (1918)
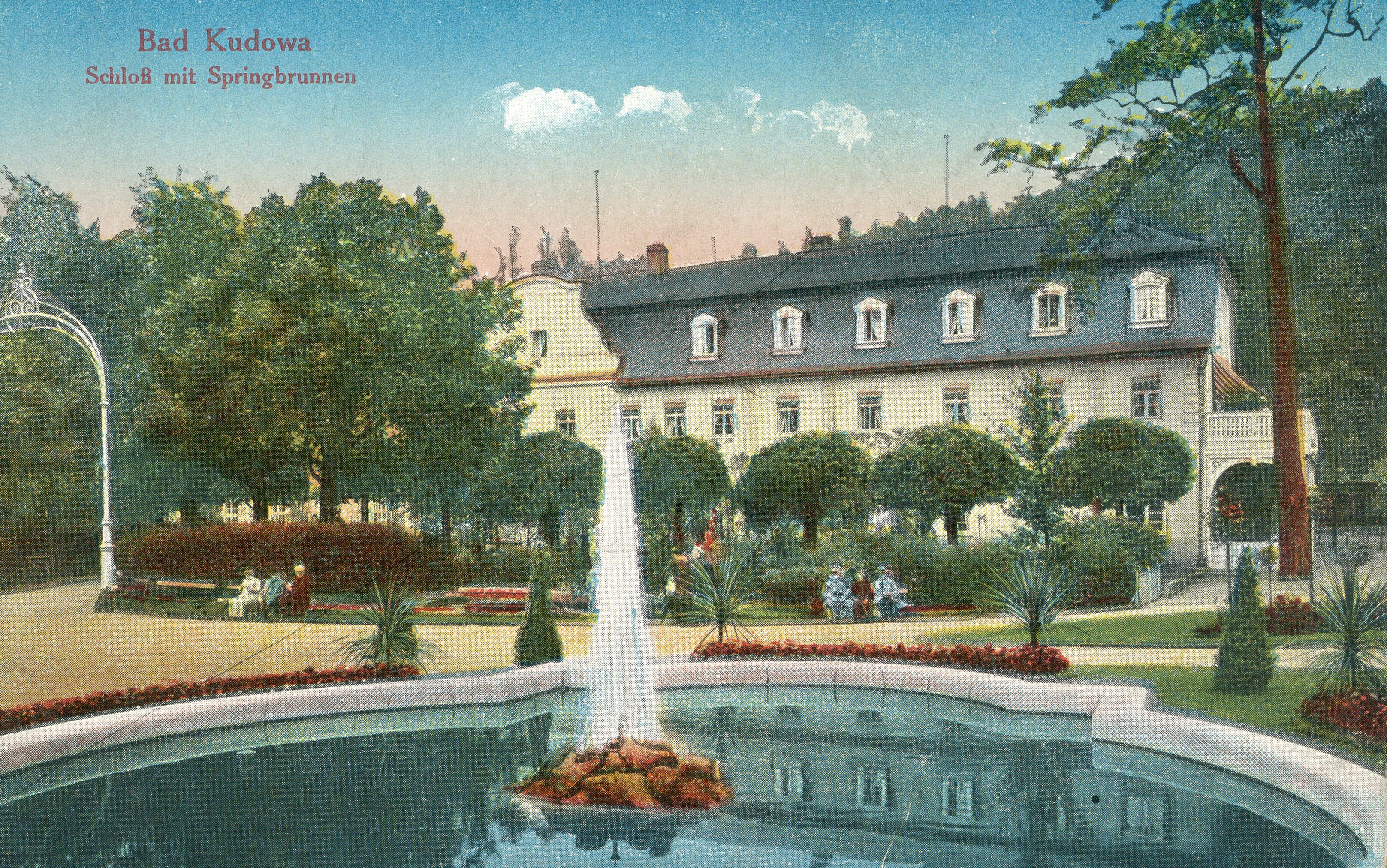
Zameczek z fontanną na pierwszym planu (1914)
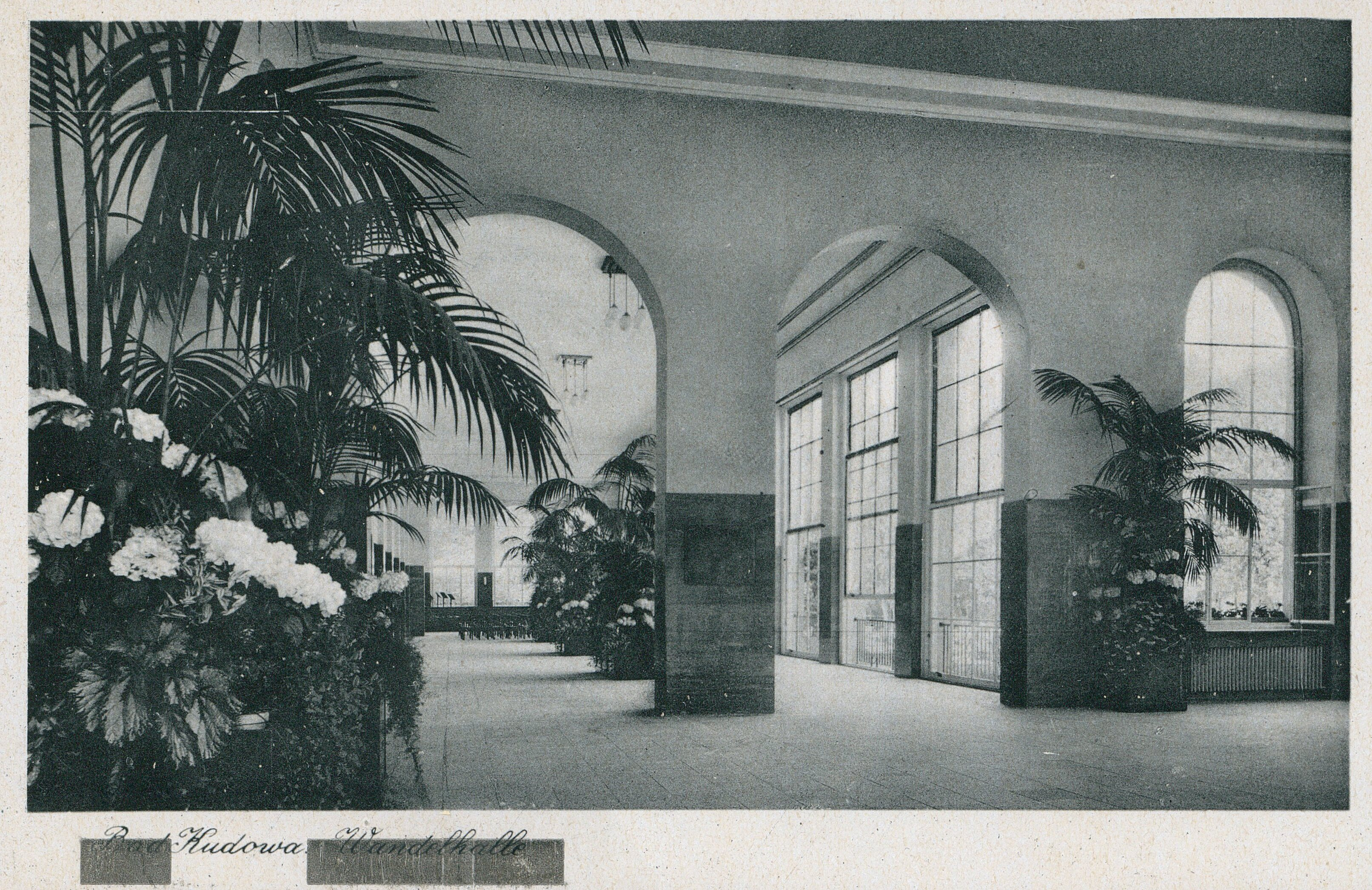
Wnętrze starej pijalni wód (1905)
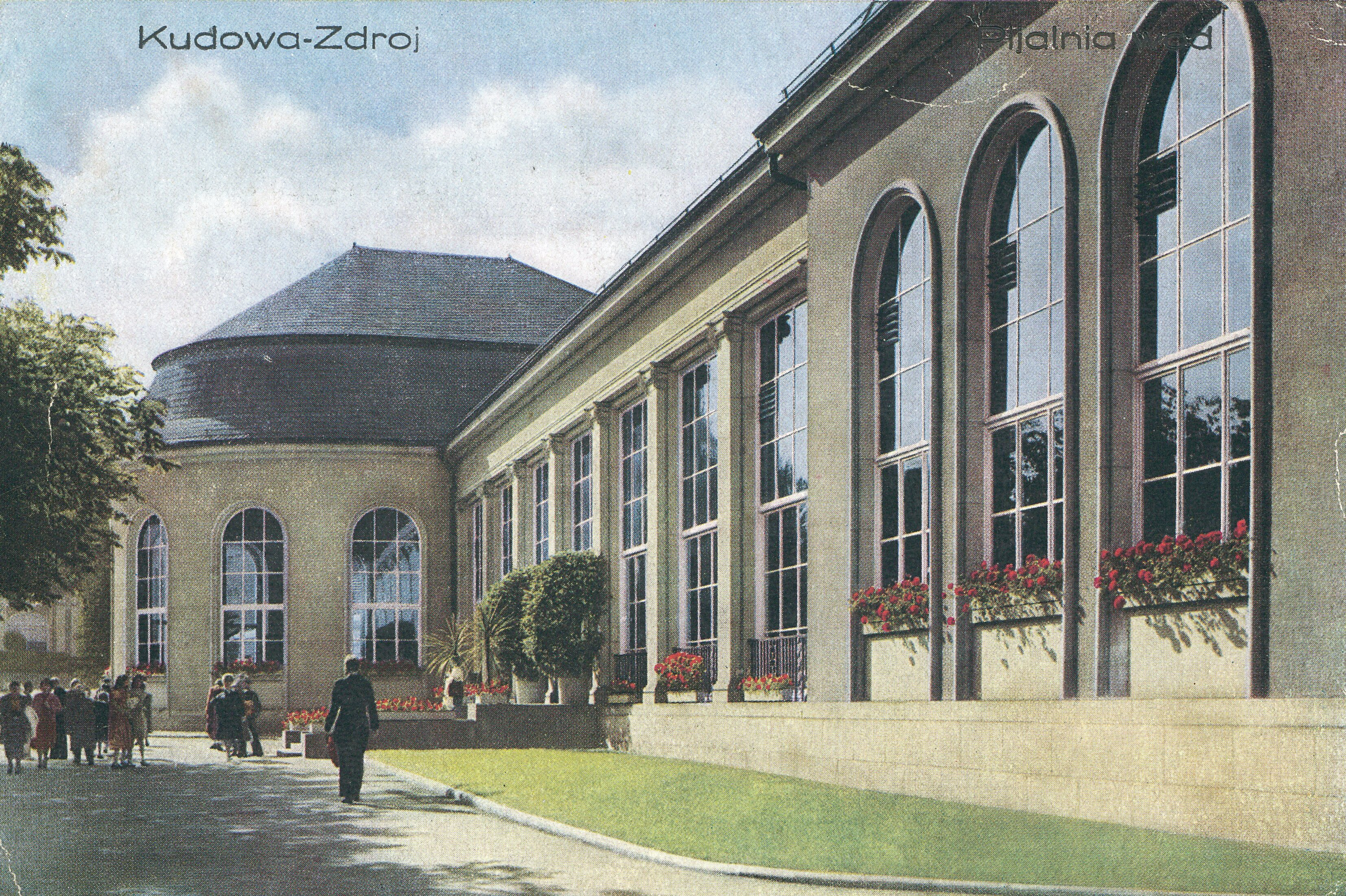
Nowa pijalnia wód (1932)
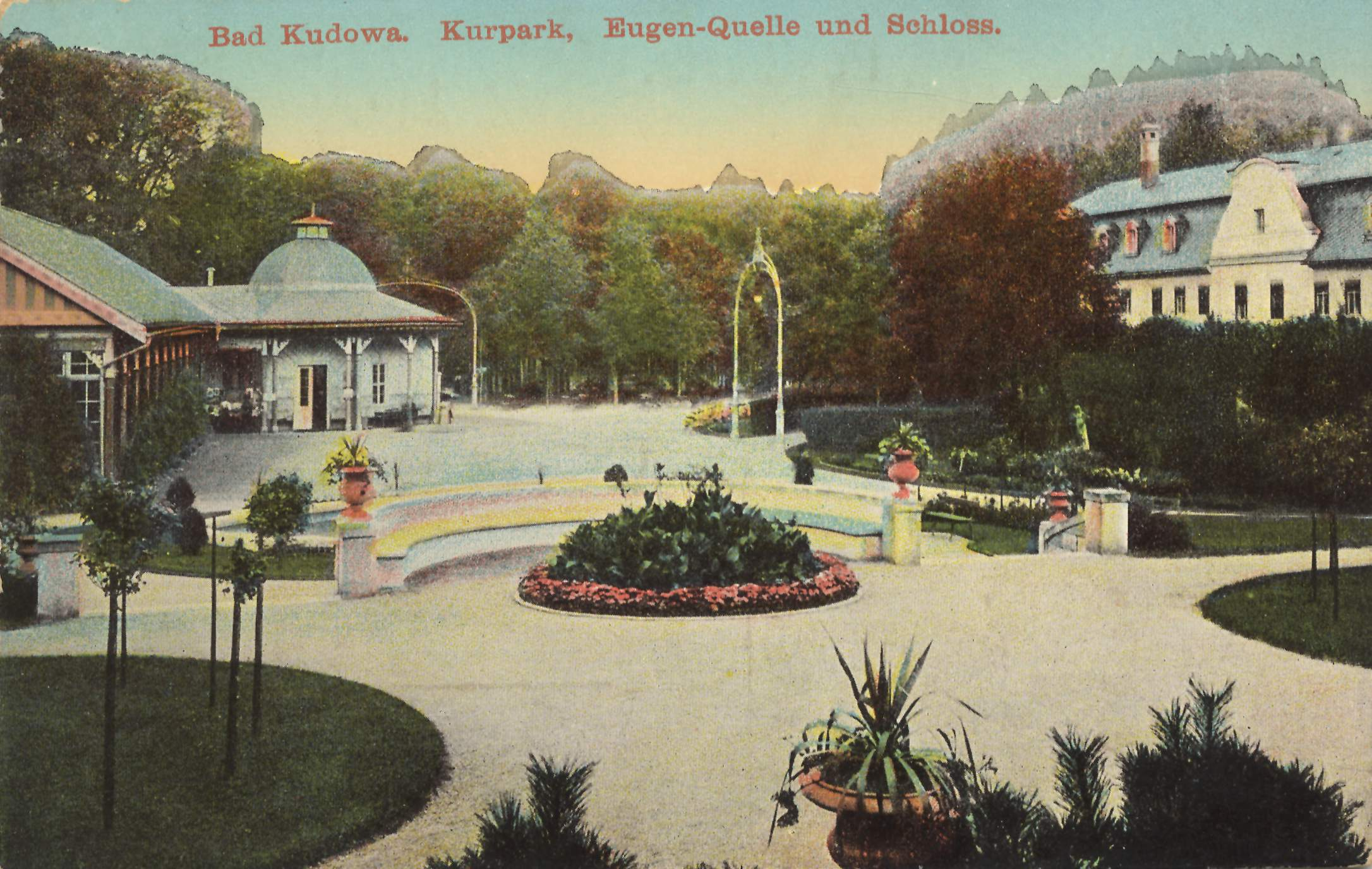
Park Zdrojowy z zameczkiem (1914)
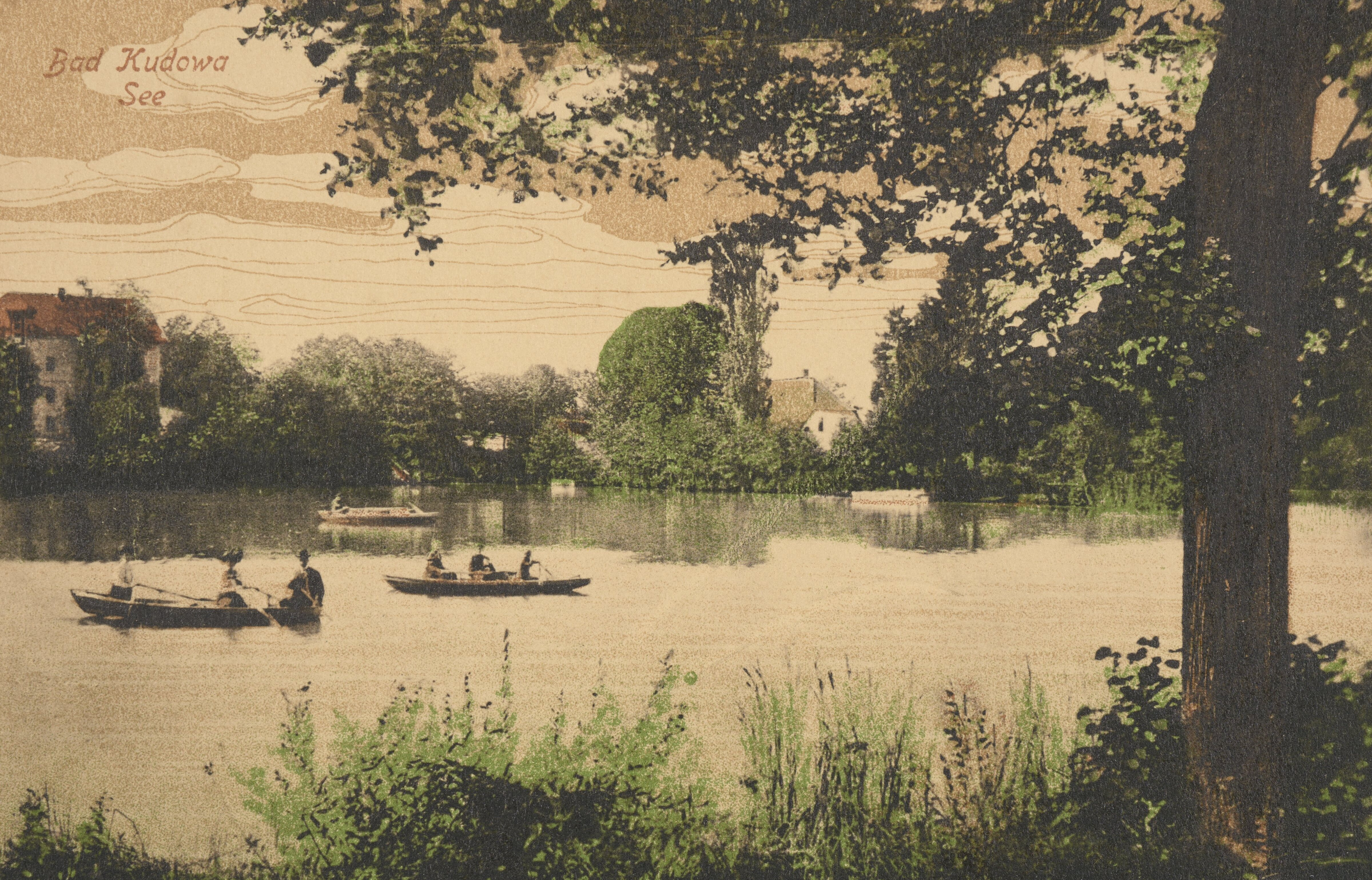
Staw w Kudowie (1921)
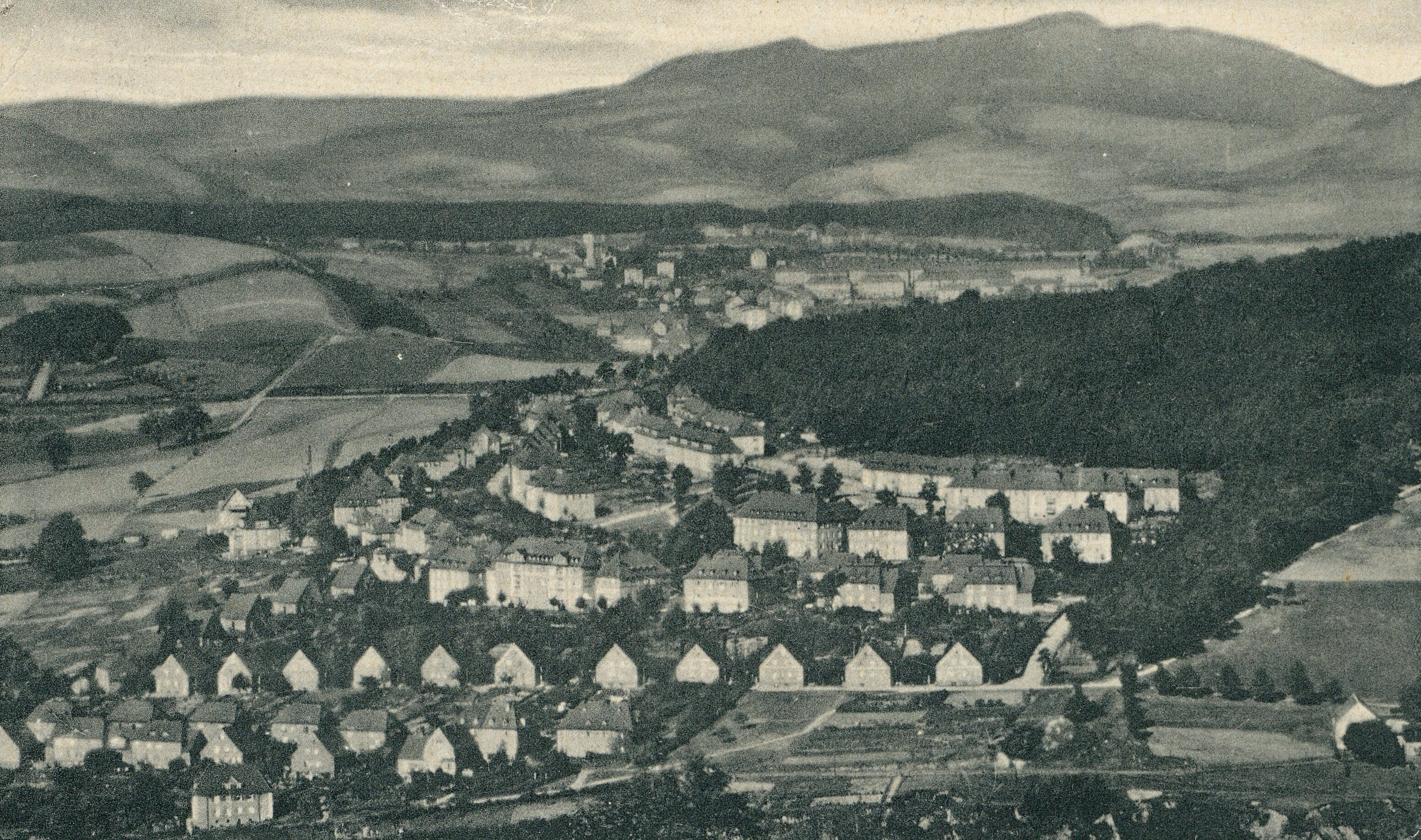
Widok ogólny Kudowy (1901)
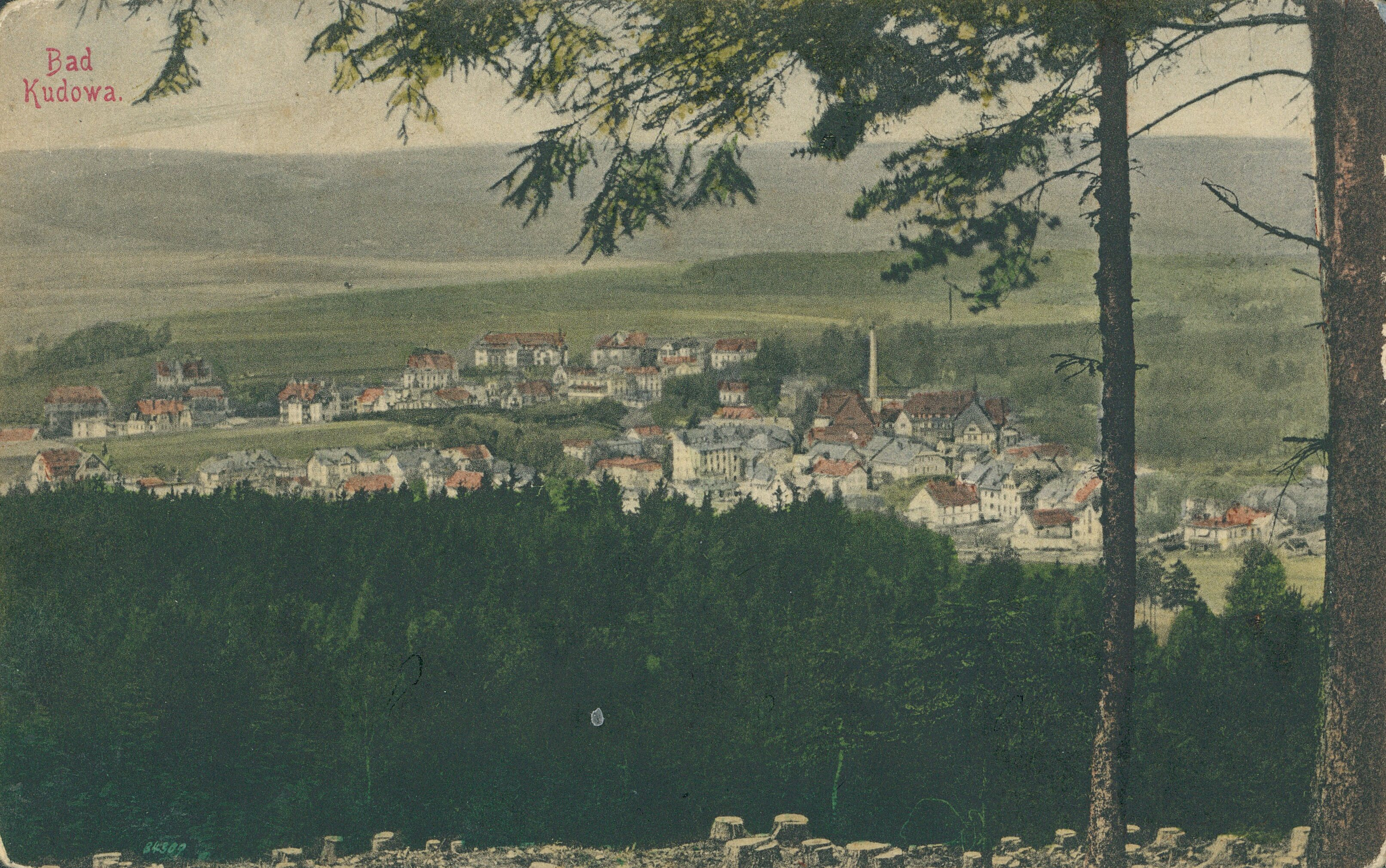
Widok ogólny Kudowy (1945)

### Kudowa Zdrój współcześnie

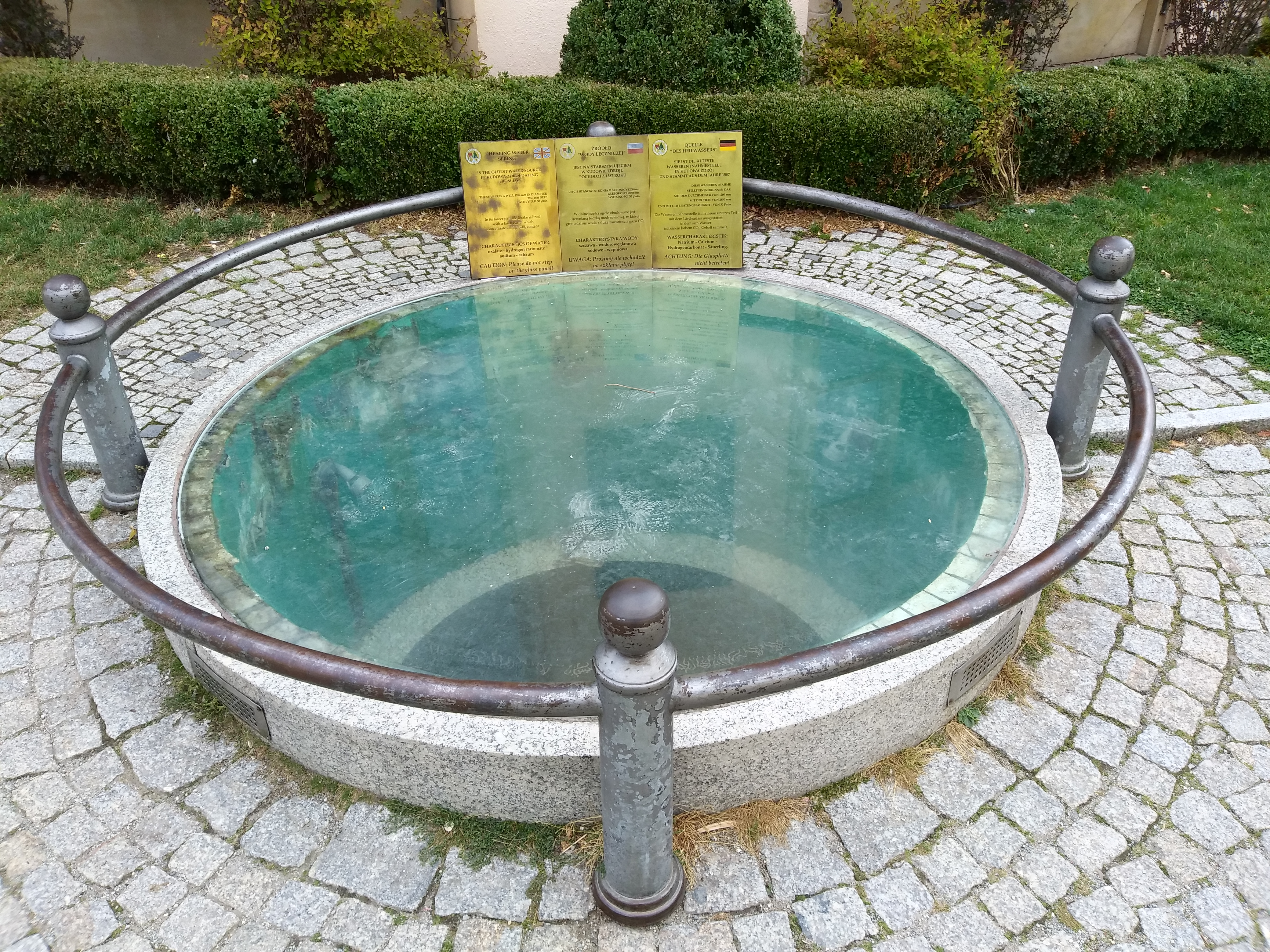
Kudowa-Zdrój źródło „wody leczniczej”
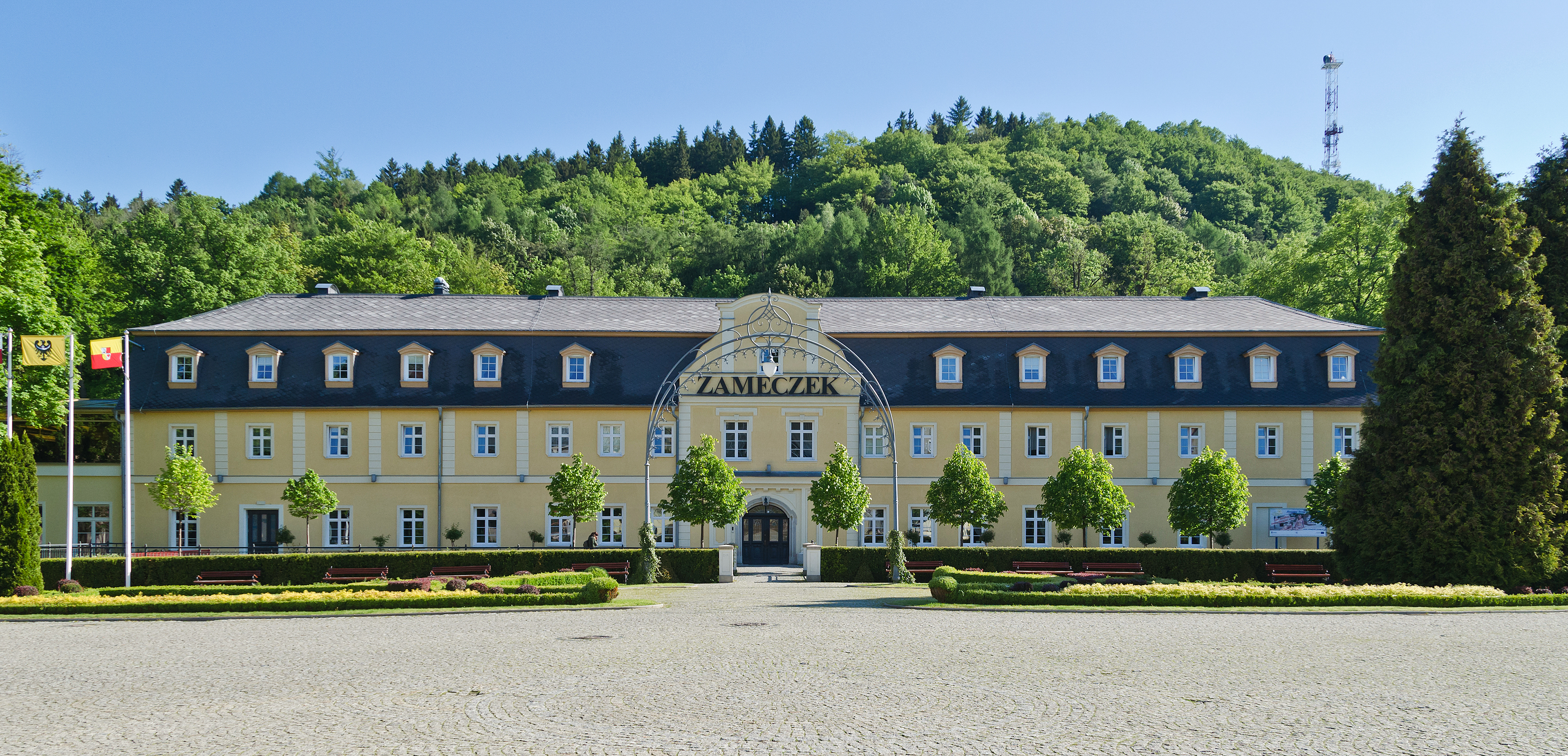
Zameczek – odnowiona stara część (2014)
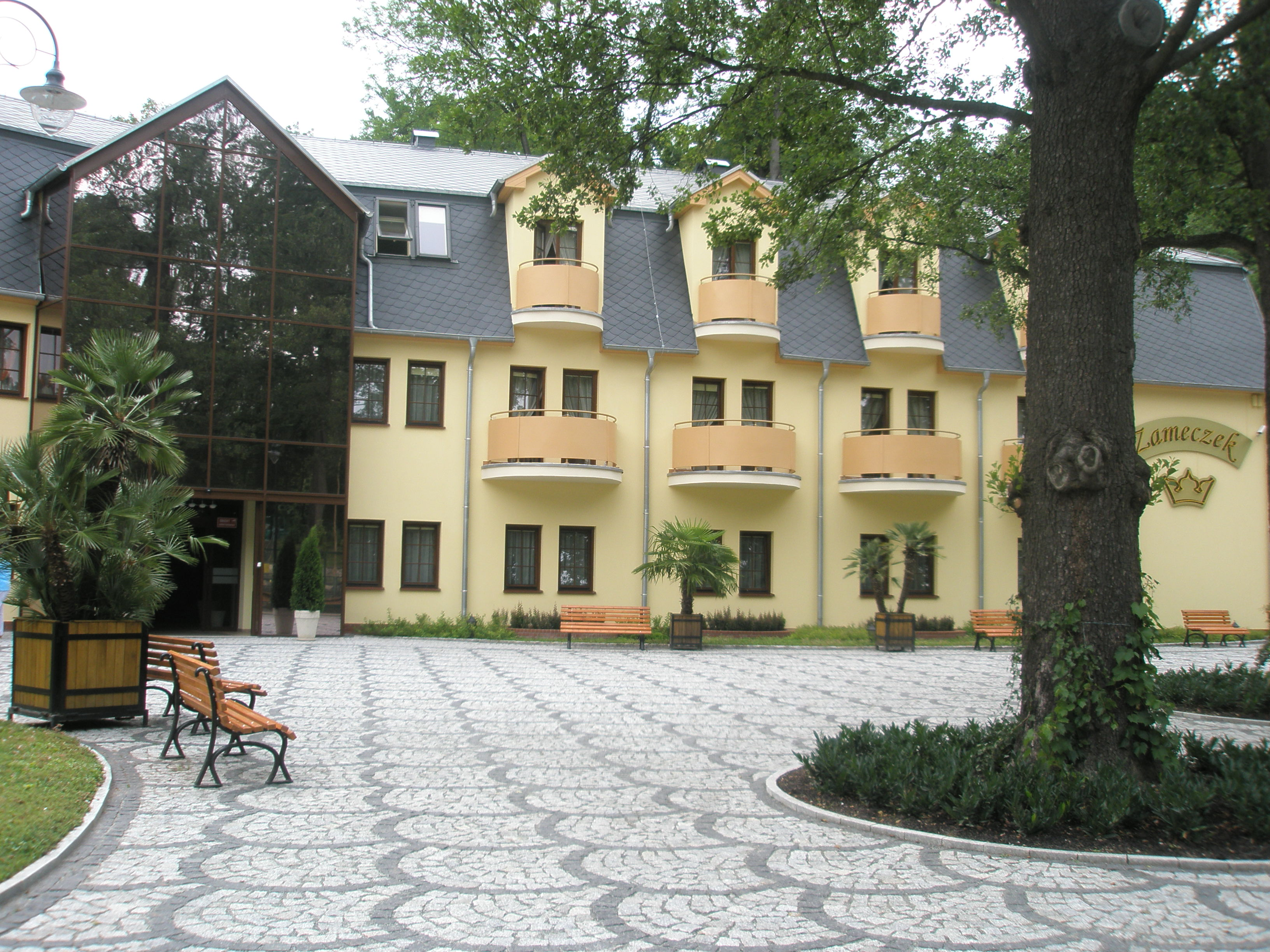
Zameczek – dobudowana nowa część (2008)
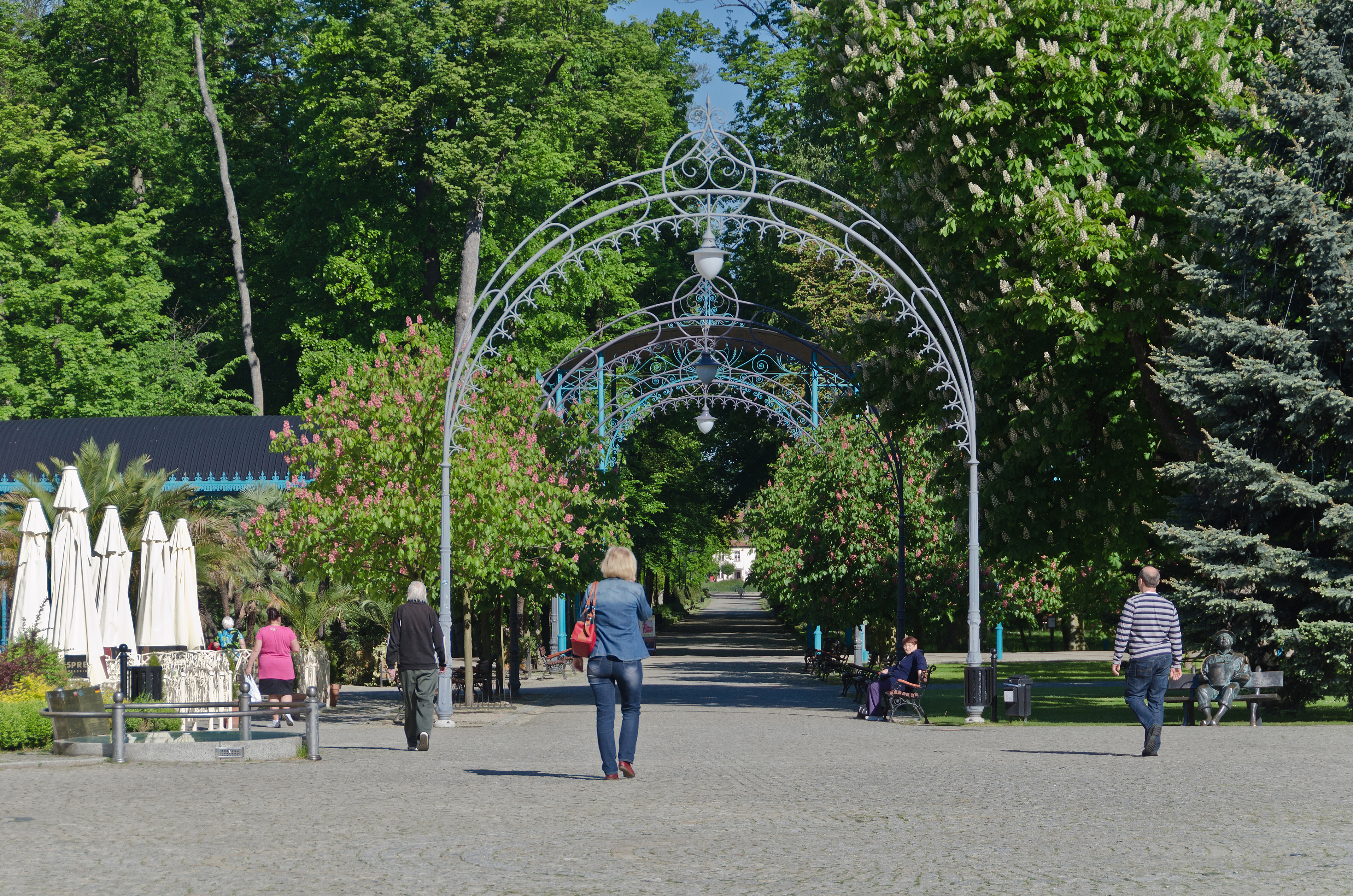
Wejście do Parku Zdrojowego (2014)
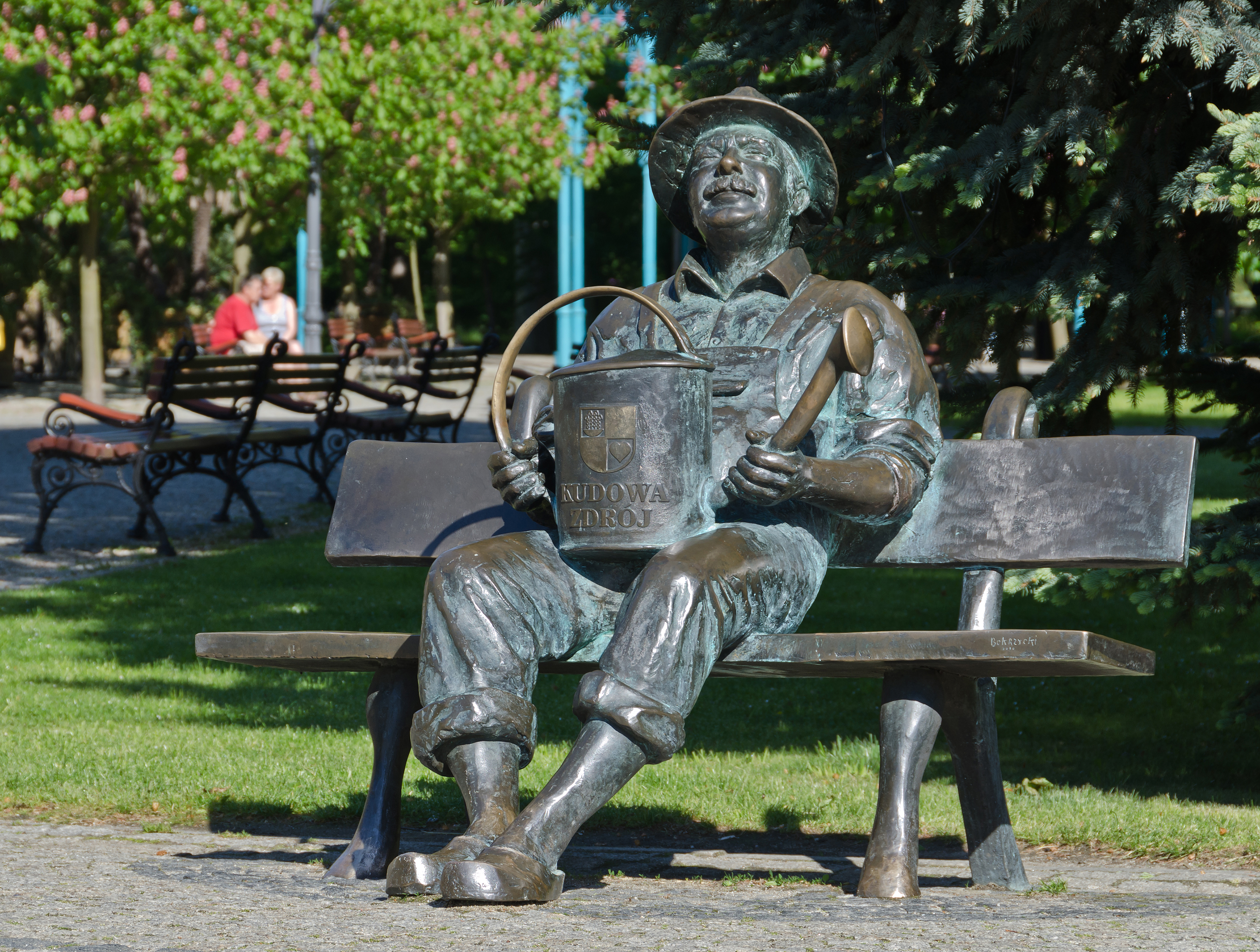
Ławka ogrodnika w Parku Zdrojowym (2014)
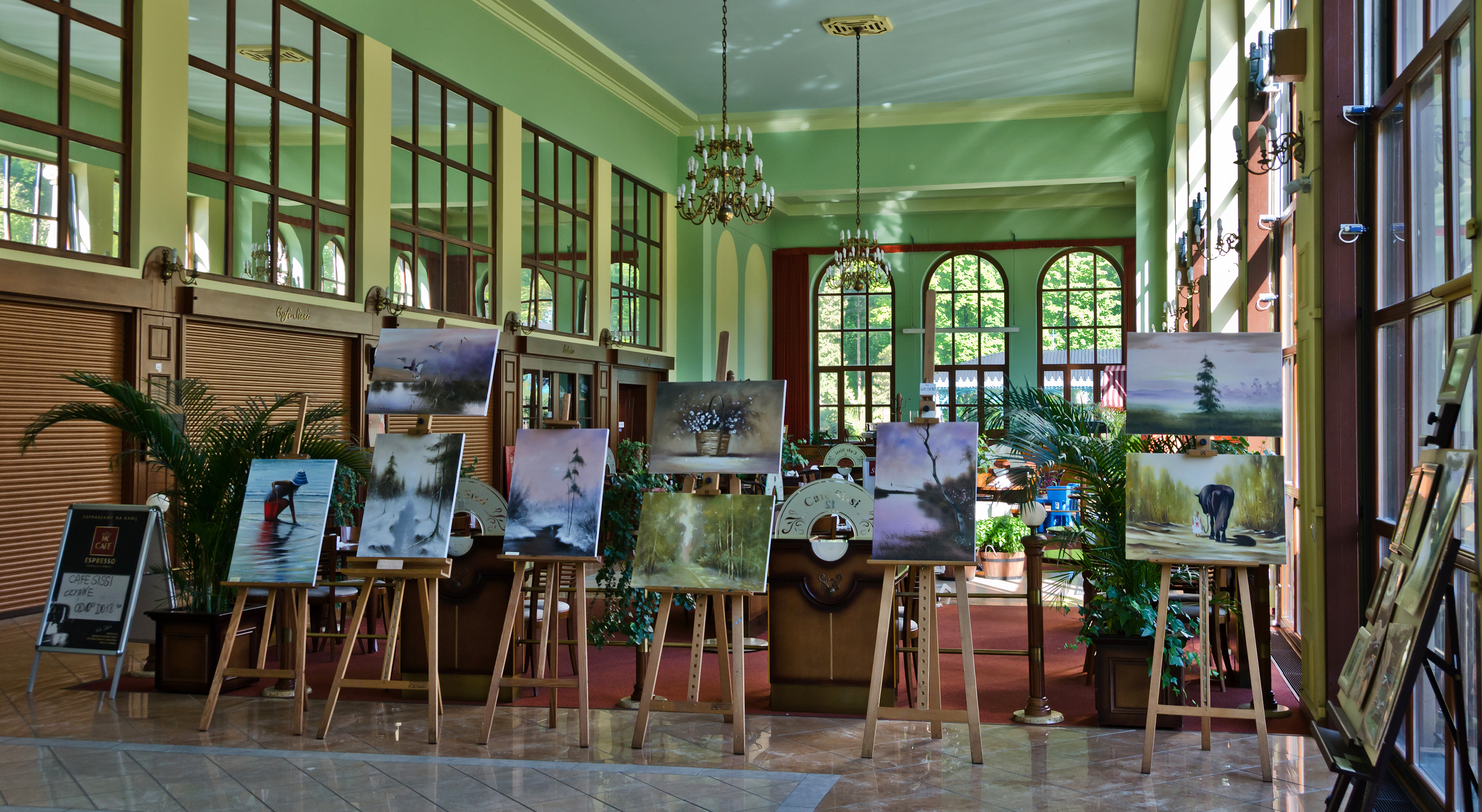
Wnętrze starej pijalni (2014)
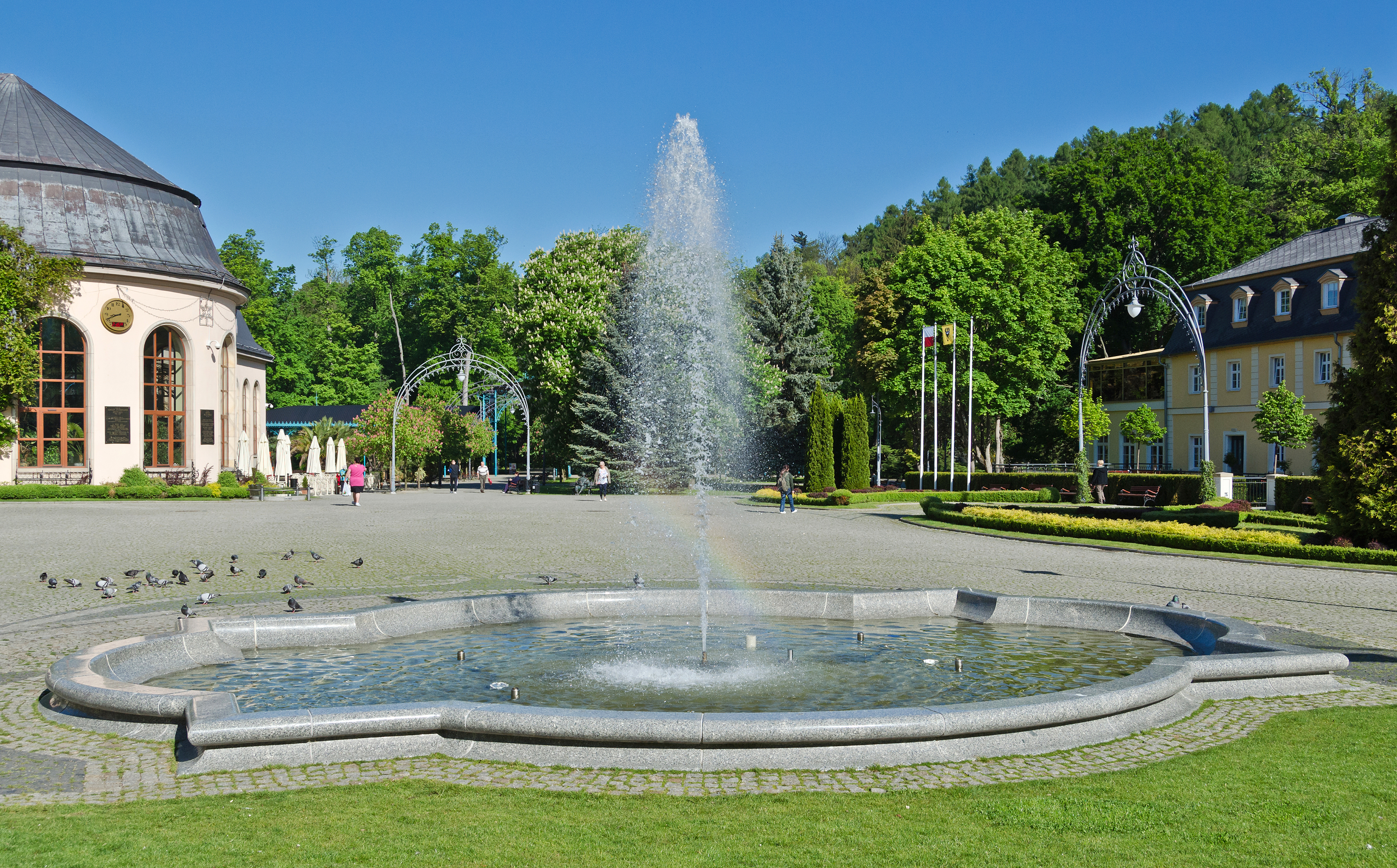
Fontanna w Parku Zdrojowym (2014)
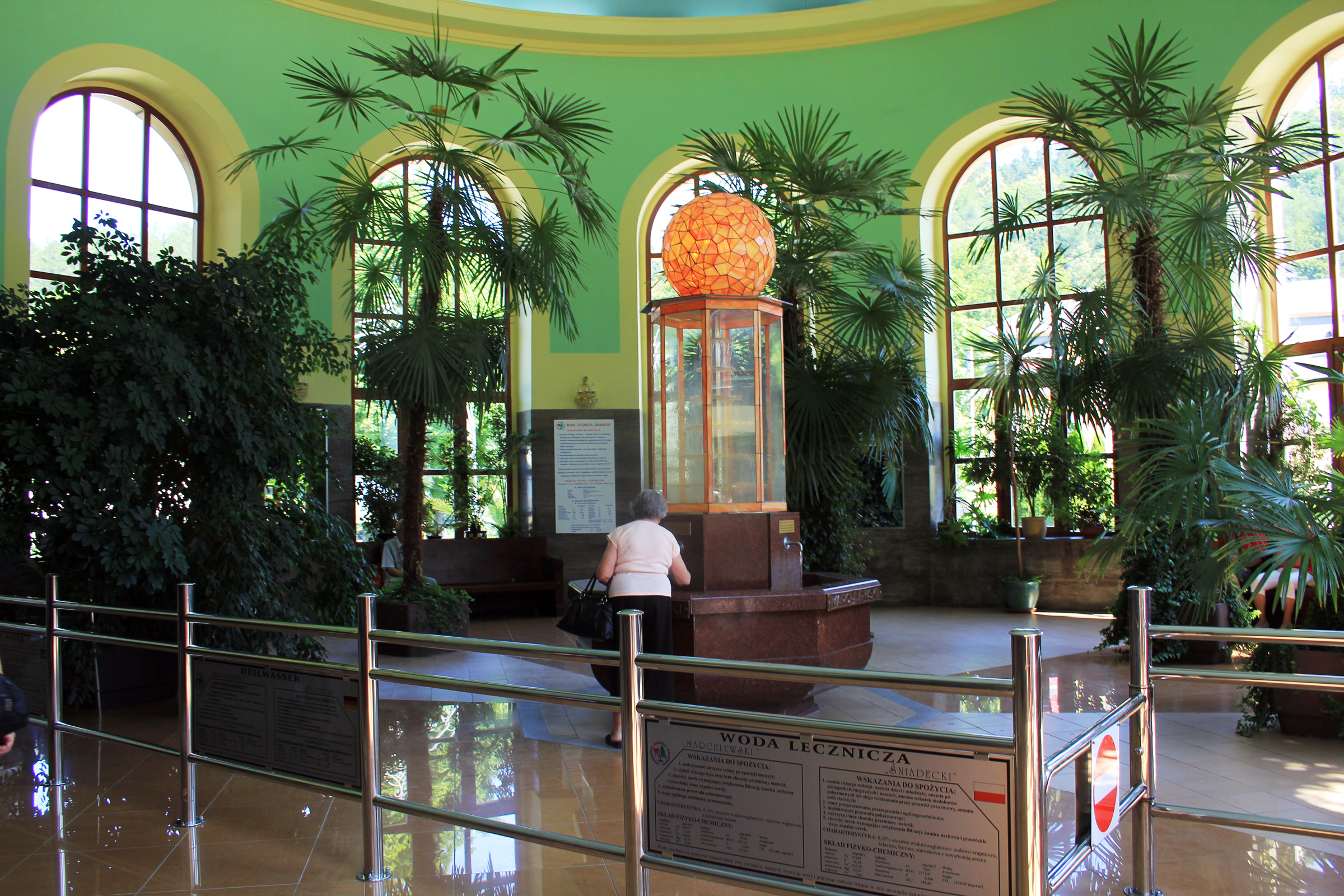
Pijalnia wód (2012)
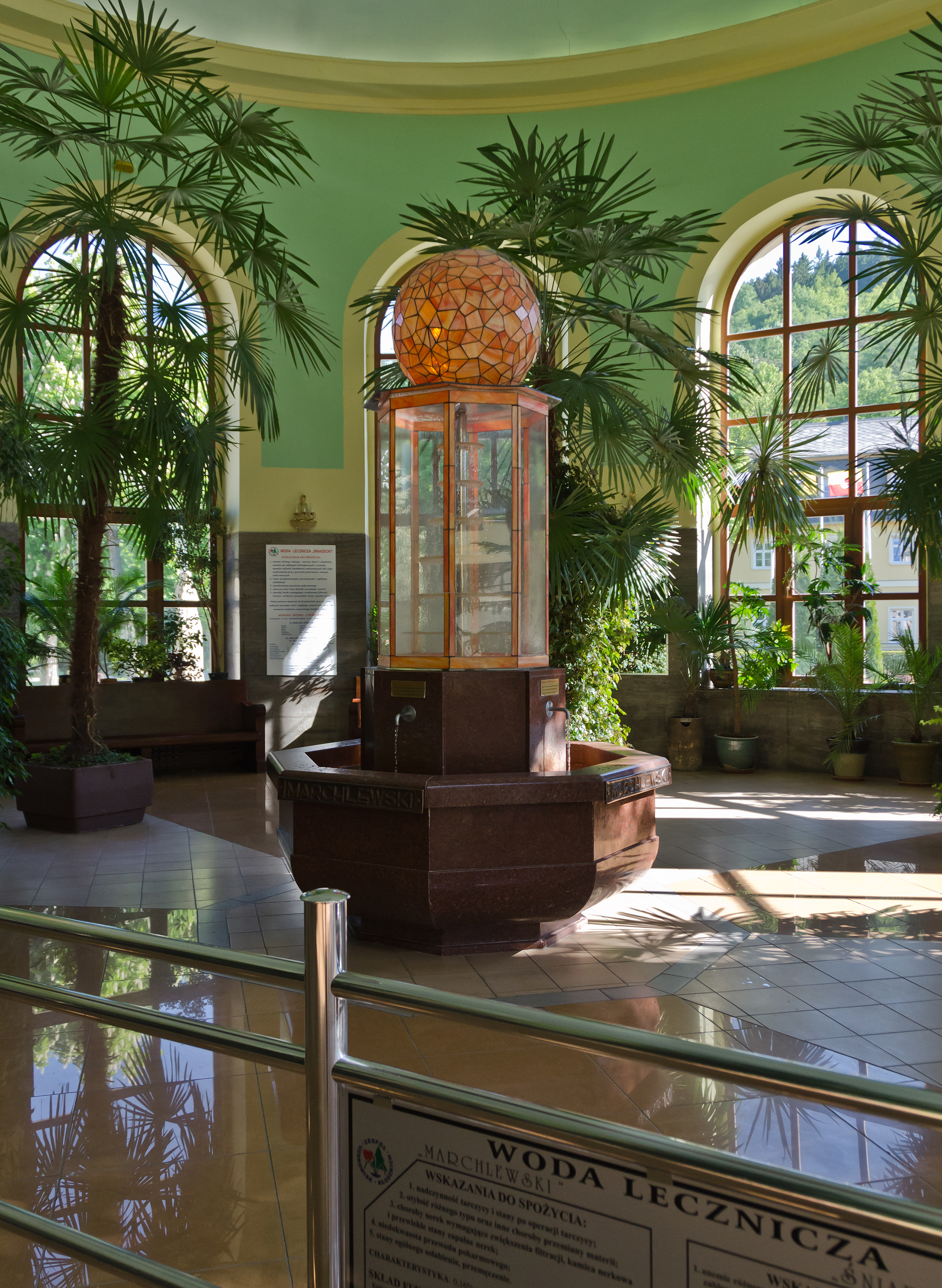
Wnętrze pijalni wód (2014)
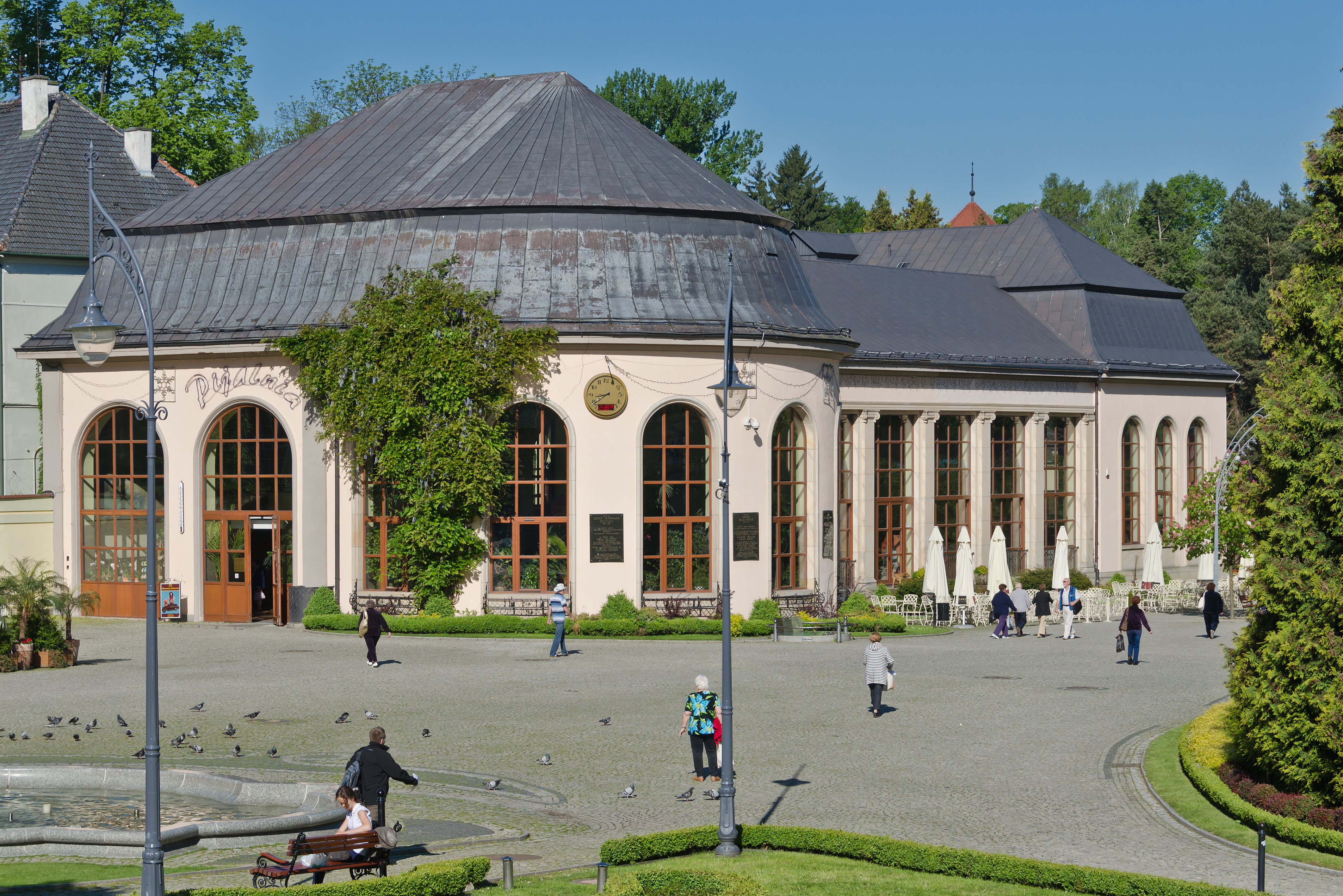
Park Zdrojowy (2014)
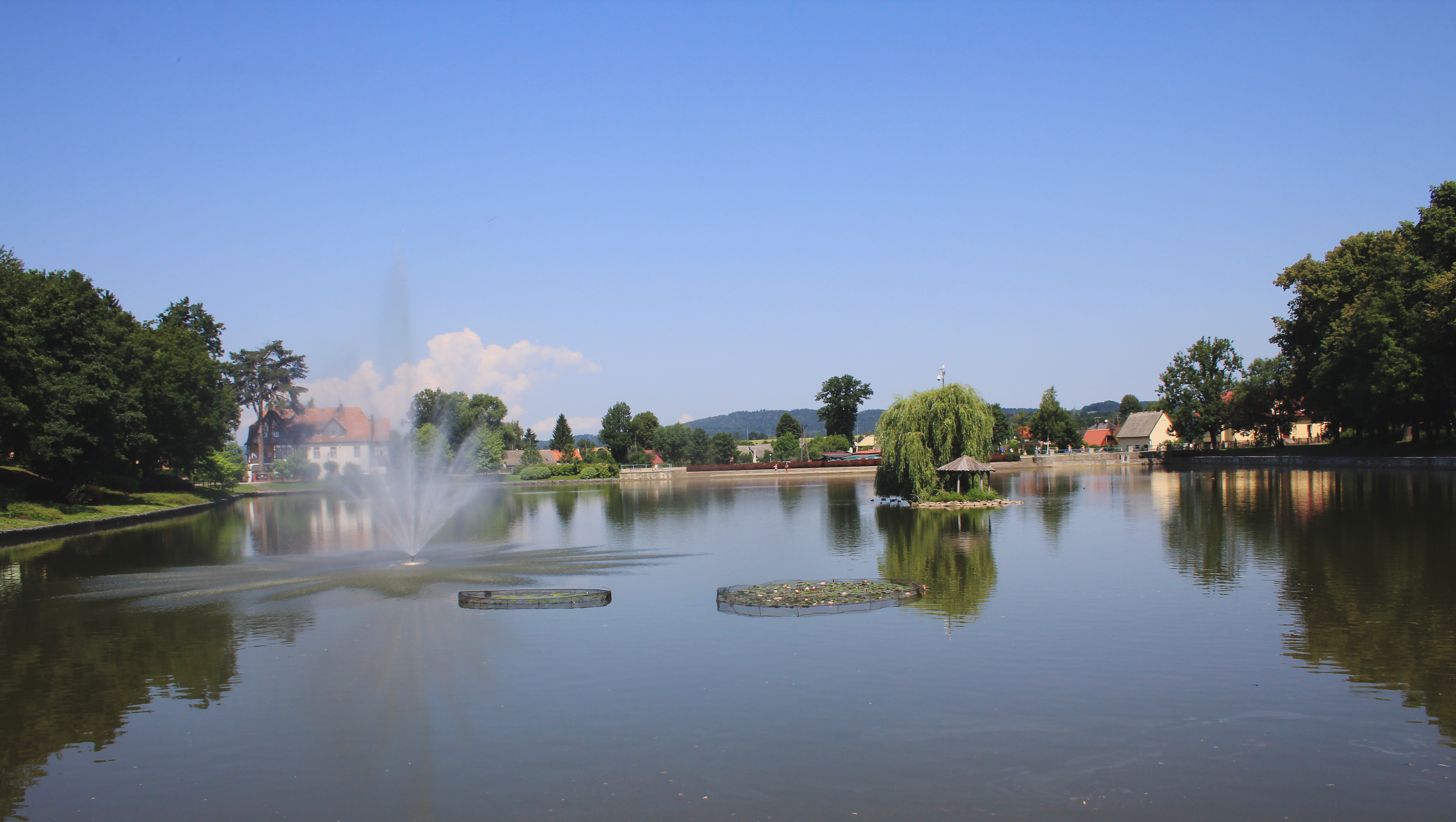
Staw (2012)
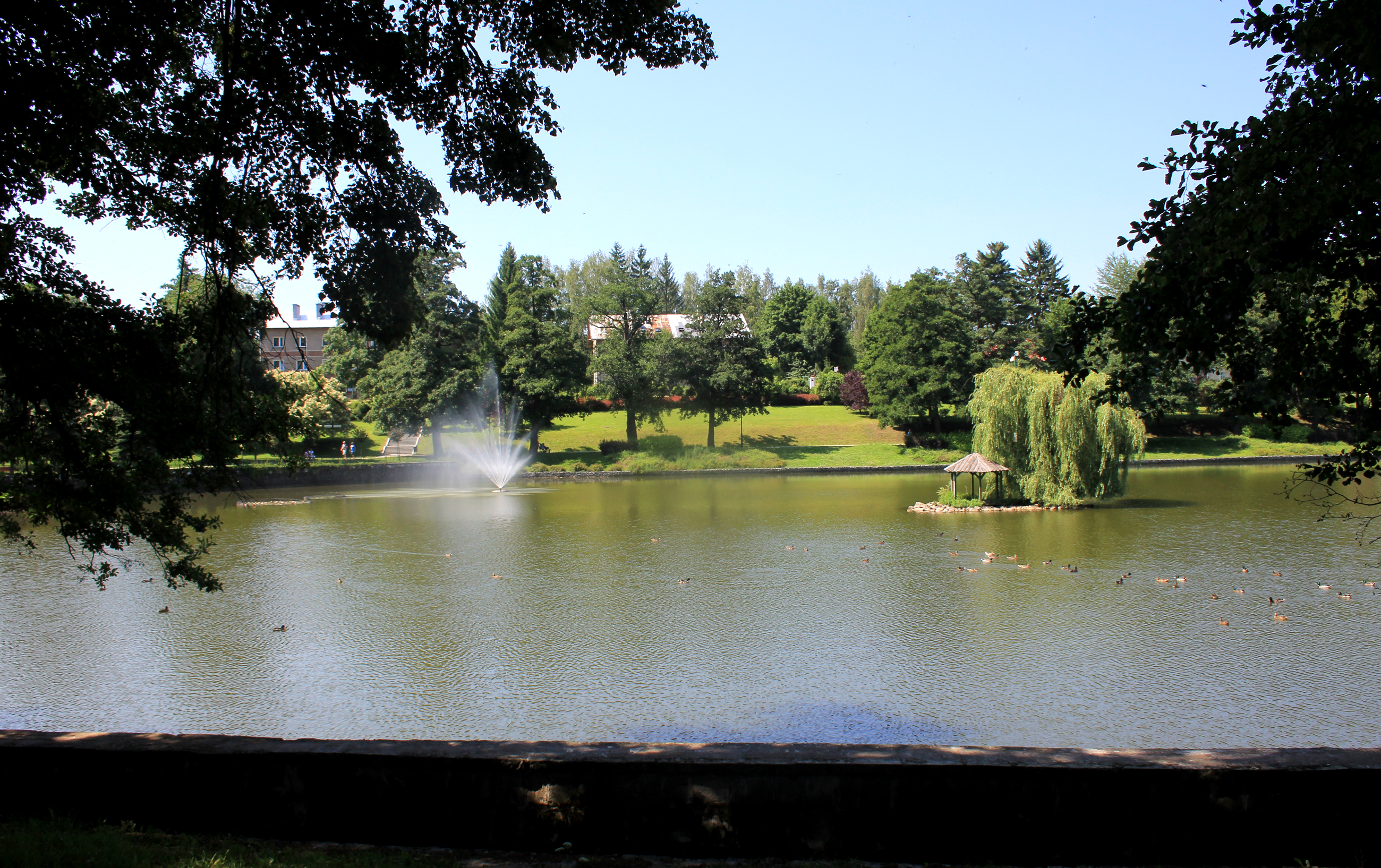
Staw (2012)
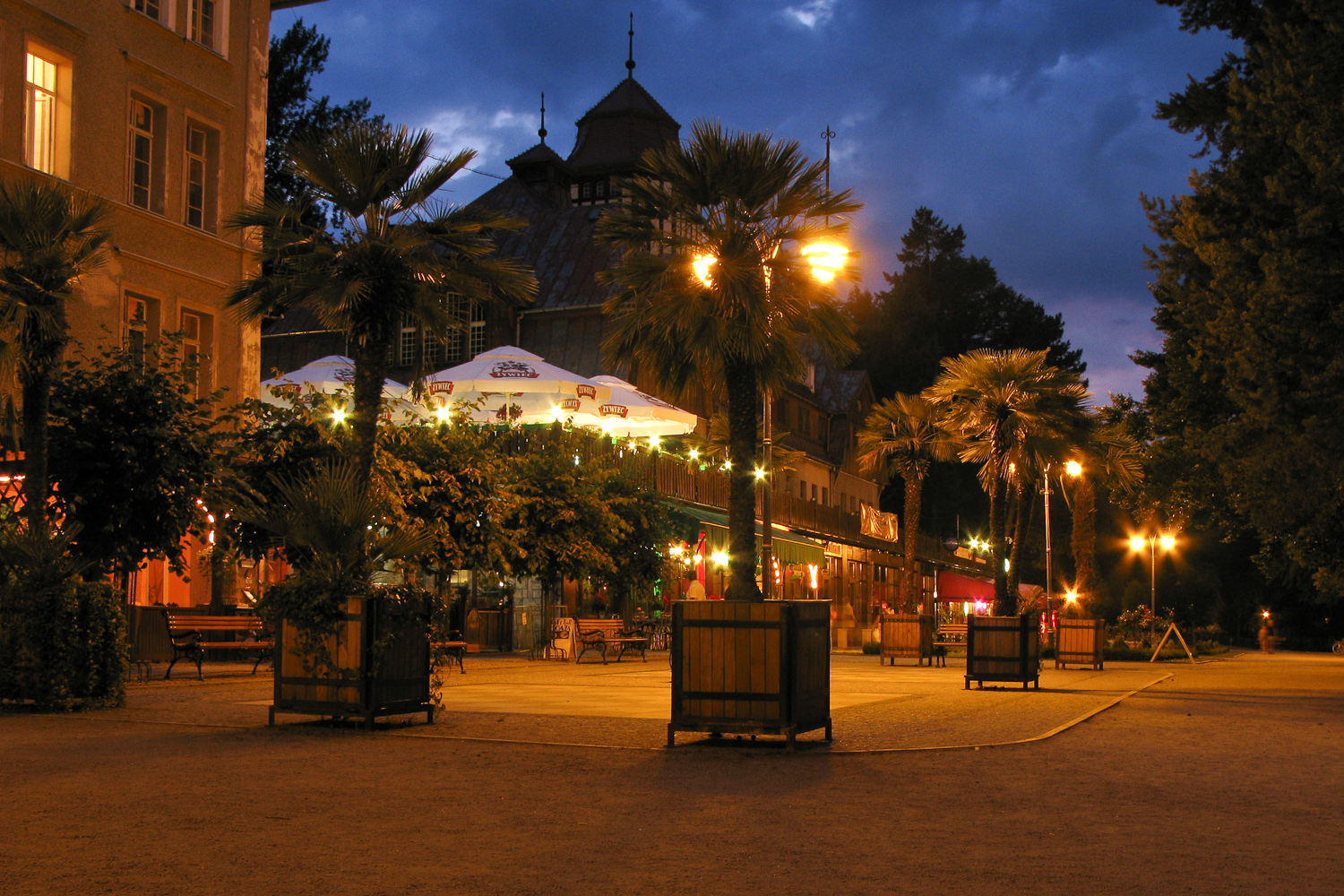
Kudowa wieczorem (2010)
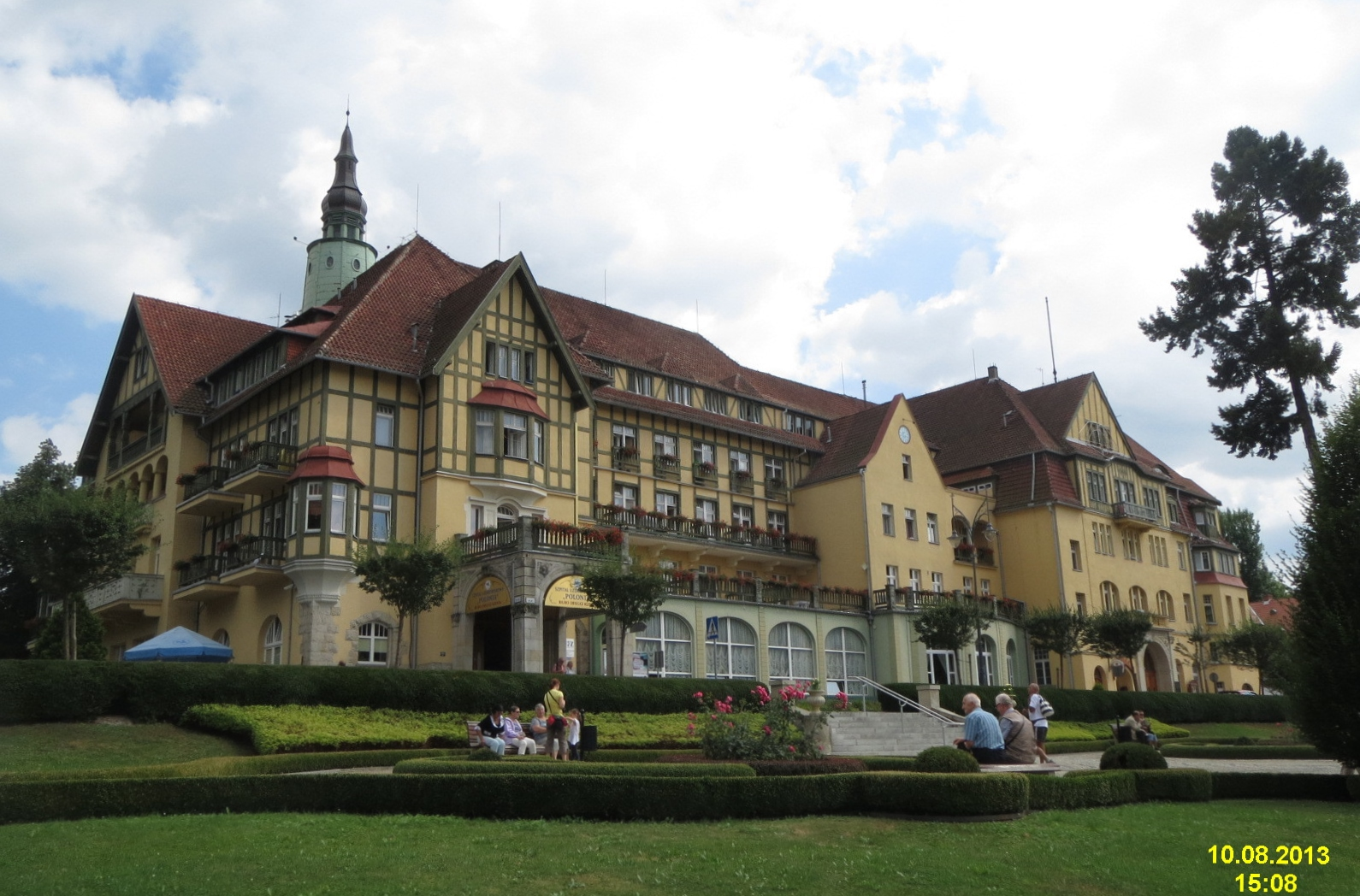
Sanatorium „Polonia” (2013)
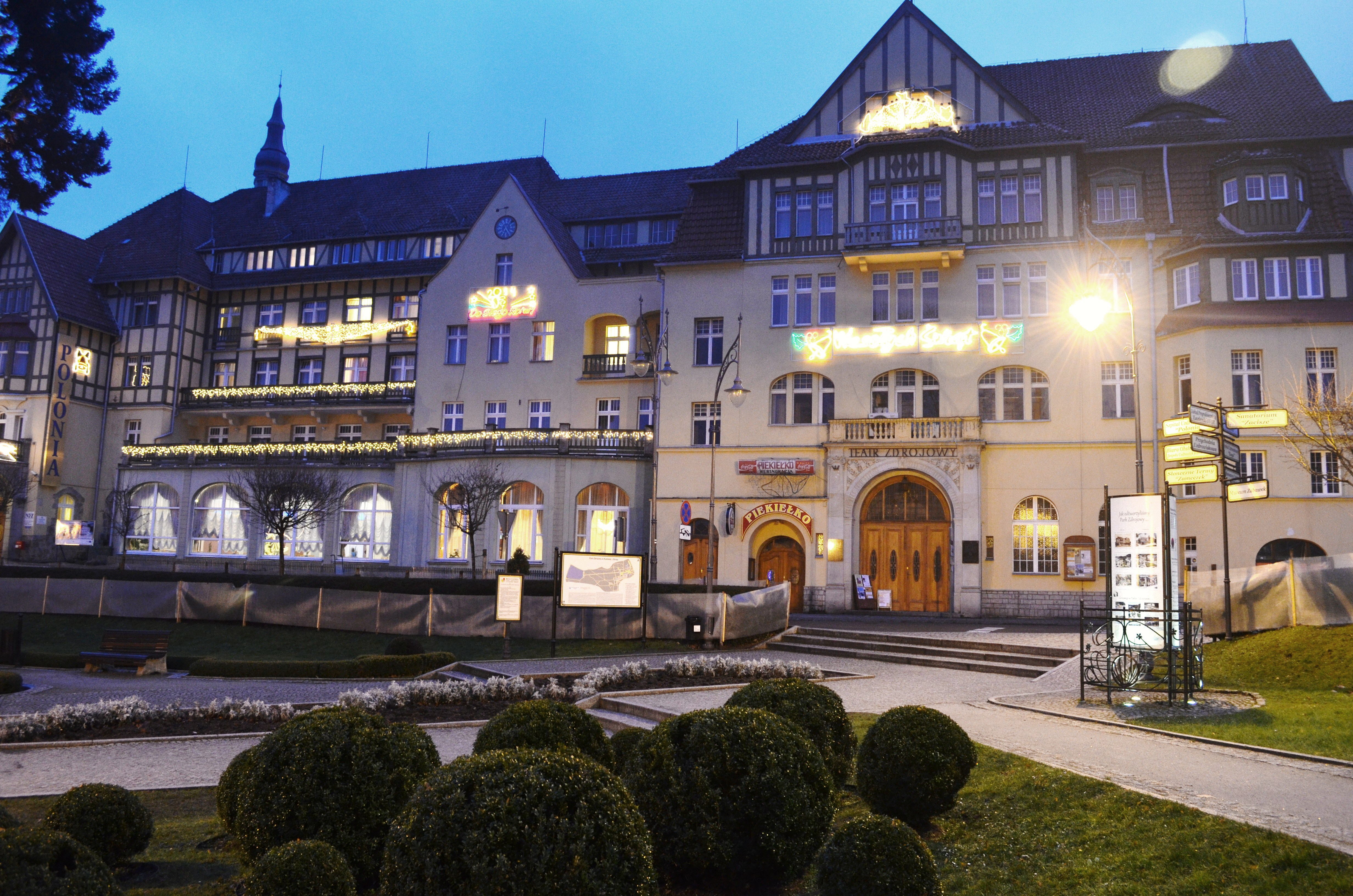
Kudowa wieczorem – sanatorium „Polonia” (2014)
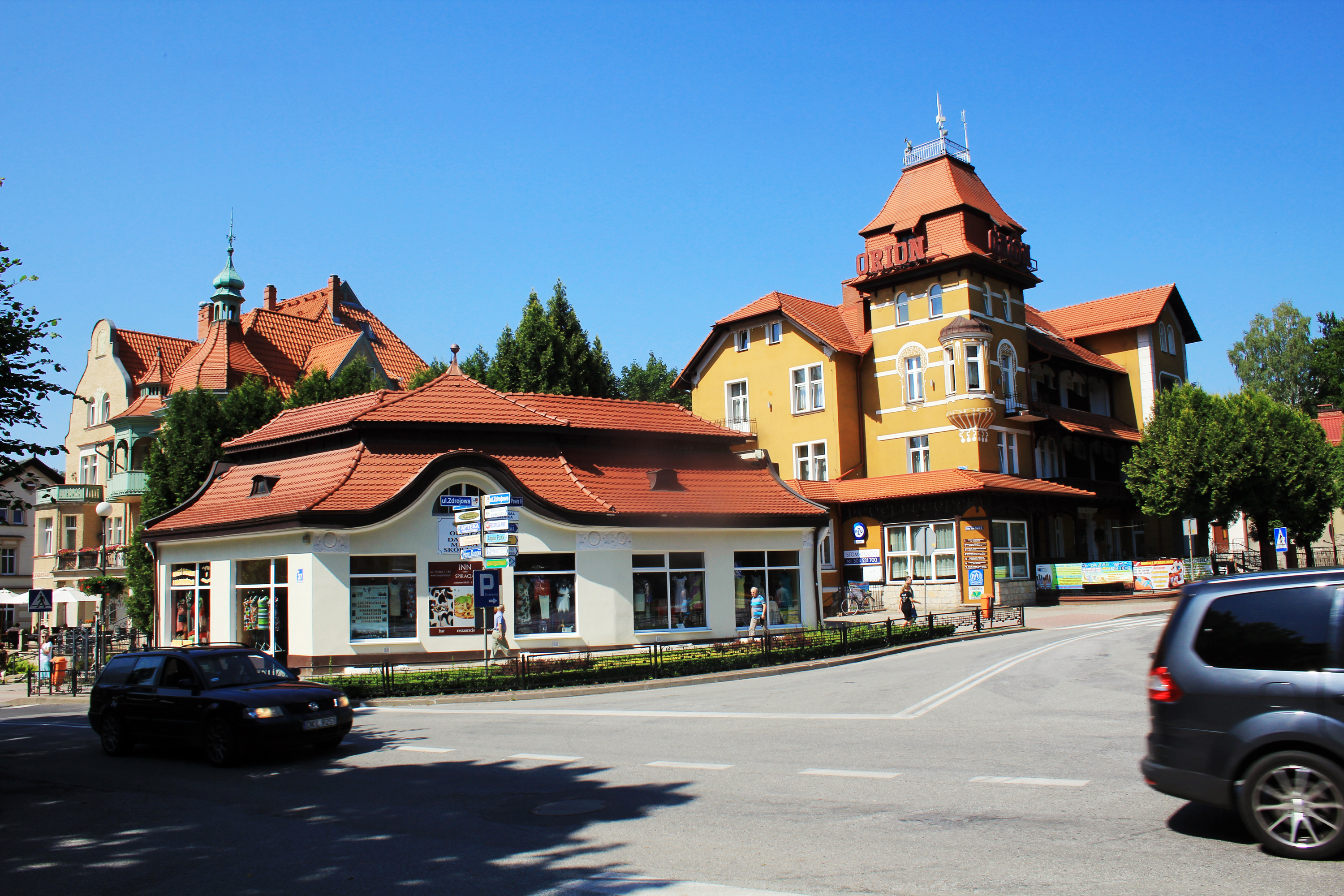
Ośrodek Wypoczynkowy Orion (2012)
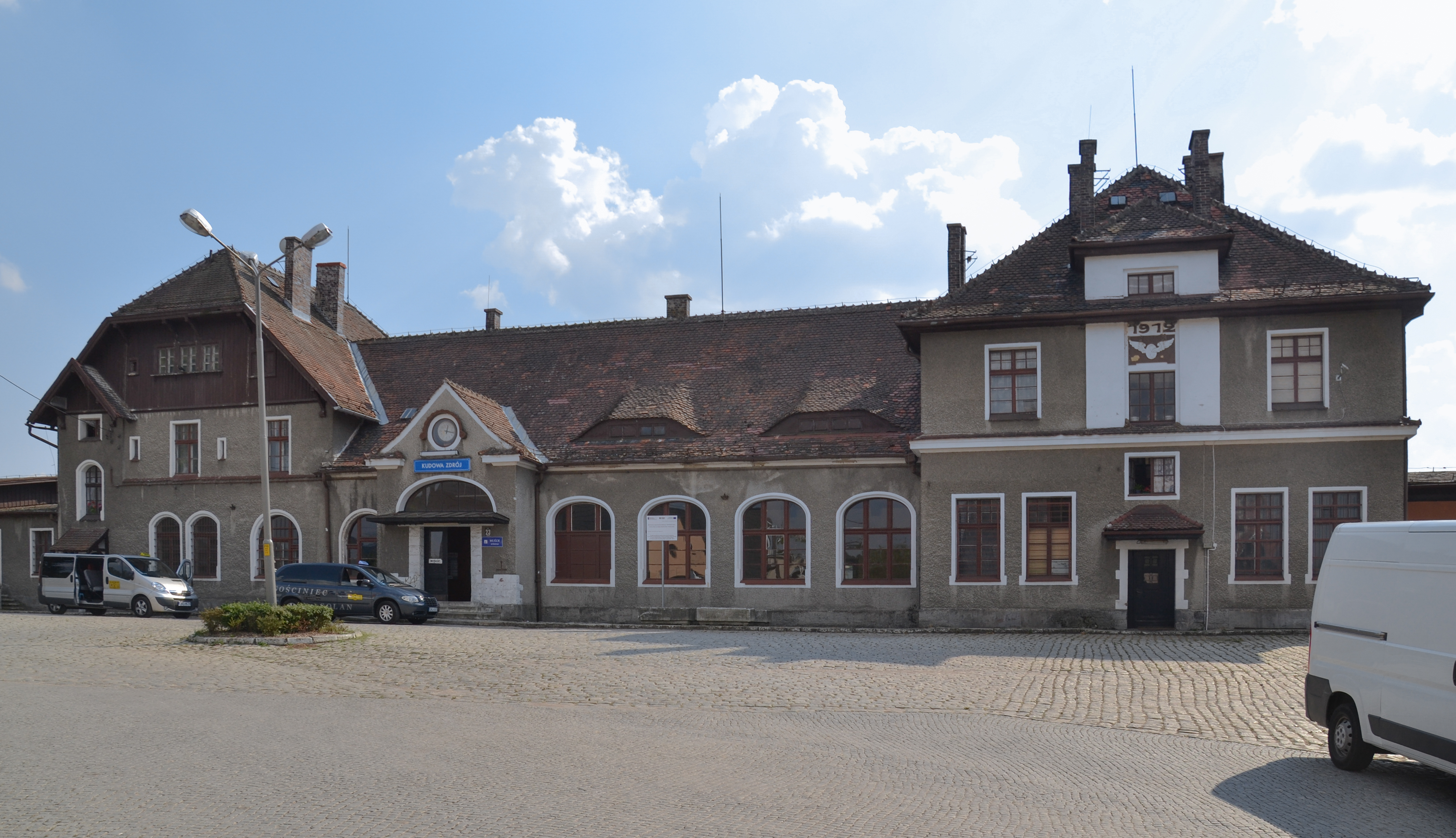
Dworzec kolejowy w Kudowie-Zdroju (2016)

## Demografia
Liczba mieszkańców Kudowy-Zdroju w latach 1931–2021.
| Rok  | Liczba mieszkańców | Mężczyźni | Kobiety | Rok  | Liczba mieszkańców | Mężczyźni | Kobiety | Rok  | Liczba mieszkańców | Mężczyźni | Kobiety | Rok  | Liczba mieszkańców | Mężczyźni | Kobiety |
| 1931 | 1 855              | bd        | bd      | 1971 | 8 812              | 4 280     | 4 532   | 1995 | 10 304             | 5 011     | 5 292   | 2019 | 10 151             | 4 919     | 5 232   |
| 1939 | 2 199              | bd        | bd      | 1972 | 8 881              | 4 315     | 4 565   | 1996 | 10 318             | 5 017     | 5 301   | 2020 | 10 140             | 4 913     | 5 227   |
| 1946 | 2 326              | bd        | bd      | 1973 | 8 952              | 4 351     | 4 600   | 1997 | 10 327             | 5 020     | 5 307   | 2021 | 10 127             | 4 906     | 5 220   |
| 1950 | 6 651              | 3 169     | 3 481   | 1974 | 9 025              | 4 389     | 4 636   | 1998 | 10 332             | 5 020     | 5 312   |      |                    |           |         |
| 1951 | 6 774              | 3 230     | 3 543   | 1975 | 9 102              | 4 427     | 4 674   | 1999 | 10 333             | 5 019     | 5 314   |      |                    |           |         |
| 1952 | 6 903              | 3 295     | 3 607   | 1976 | 9 181              | 4 466     | 4 714   | 2000 | 10 330             | 5 015     | 5 315   |      |                    |           |         |
| 1953 | 7 036              | 3 363     | 3 672   | 1977 | 9 263              | 4 506     | 4 756   | 2001 | 10 323             | 5 009     | 5 314   |      |                    |           |         |
| 1954 | 7 171              | 3 433     | 3 737   | 1978 | 9 347              | 4 547     | 4 799   | 2002 | 10 312             | 5 001     | 5 311   |      |                    |           |         |
| 1955 | 7 306              | 3 505     | 3 801   | 1979 | 9 433              | 4 590     | 4 843   | 2003 | 10 300             | 4 992     | 5 307   |      |                    |           |         |
| 1956 | 7 440              | 3 576     | 3 864   | 1980 | 9 522              | 4 633     | 4 888   | 2004 | 10 288             | 4 984     | 5 304   |      |                    |           |         |
| 1957 | 7 571              | 3 645     | 3 926   | 1981 | 9 613              | 4 679     | 4 934   | 2005 | 10 280             | 4 977     | 5 303   |      |                    |           |         |
| 1958 | 7 698              | 3 713     | 3 985   | 1982 | 9 705              | 4 725     | 4 979   | 2006 | 10 276             | 4 973     | 5 303   |      |                    |           |         |
| 1959 | 7 820              | 3 777     | 4 042   | 1983 | 9 794              | 4 770     | 5 024   | 2007 | 10 276             | 4 970     | 5 305   |      |                    |           |         |
| 1960 | 7 934              | 3 837     | 4 096   | 1984 | 9 877              | 4 812     | 5 065   | 2008 | 10 277             | 4 969     | 5 307   |      |                    |           |         |
| 1961 | 8 042              | 3 893     | 4 148   | 1985 | 9 949              | 4 848     | 5 101   | 2009 | 10 276             | 4 968     | 5 307   |      |                    |           |         |
| 1962 | 8 142              | 3 944     | 4 197   | 1986 | 10 010             | 4 877     | 5 132   | 2010 | 10 270             | 4 965     | 5 304   |      |                    |           |         |
| 1963 | 8 235              | 3 991     | 4 243   | 1987 | 10 059             | 4 901     | 5 158   | 2011 | 10 258             | 4 961     | 5 297   |      |                    |           |         |
| 1964 | 8 322              | 4 034     | 4 287   | 1988 | 10 100             | 4 920     | 5 180   | 2012 | 10 242             | 4 956     | 5 286   |      |                    |           |         |
| 1965 | 8 402              | 4 075     | 4 327   | 1989 | 10 136             | 4 937     | 5 199   | 2013 | 10 224             | 4 950     | 5 273   |      |                    |           |         |
| 1966 | 8 477              | 4 112     | 4 365   | 1990 | 10 171             | 4 952     | 5 218   | 2014 | 10 206             | 4 944     | 5 261   |      |                    |           |         |
| 1967 | 8 547              | 4 147     | 4 400   | 1991 | 10 203             | 4 967     | 5 236   | 2015 | 10 190             | 4 939     | 5 251   |      |                    |           |         |
| 1968 | 8 614              | 4 180     | 4 433   | 1992 | 10 234             | 4 981     | 5 252   | 2016 | 10 178             | 4 934     | 5 244   |      |                    |           |         |
| 1969 | 8 679              | 4 213     | 4 466   | 1993 | 10 262             | 4 994     | 5 268   | 2017 | 10 169             | 4 929     | 5 239   |      |                    |           |         |
| 1970 | 8 745              | 4 246     | 4 498   | 1994 | 10 286             | 5 004     | 5 281   | 2018 | 10 160             | 4 924     | 5 235   |      |                    |           |         |

Dane z 31 grudnia 2019 r.:
| Opis                              | Ogółem | Ogółem | Kobiety | Kobiety | Mężczyźni | Mężczyźni |
| --------------------------------- | ------ | ------ | ------- | ------- | --------- | --------- |
| Jednostka                         | osób   | %      | osób    | %       | osób      | %         |
| Populacja                         | 9886   | 100    | 5149    | 52      | 4737      | 48        |
| Gęstość zaludnienia [mieszk./km²] | 291,6  | 291,6  | 151,9   | 151,9   | 139,7     | 139,7     |

Piramida wieku mieszkańców Kudowy-Zdroju w 2014 r.:.

## Zabytki

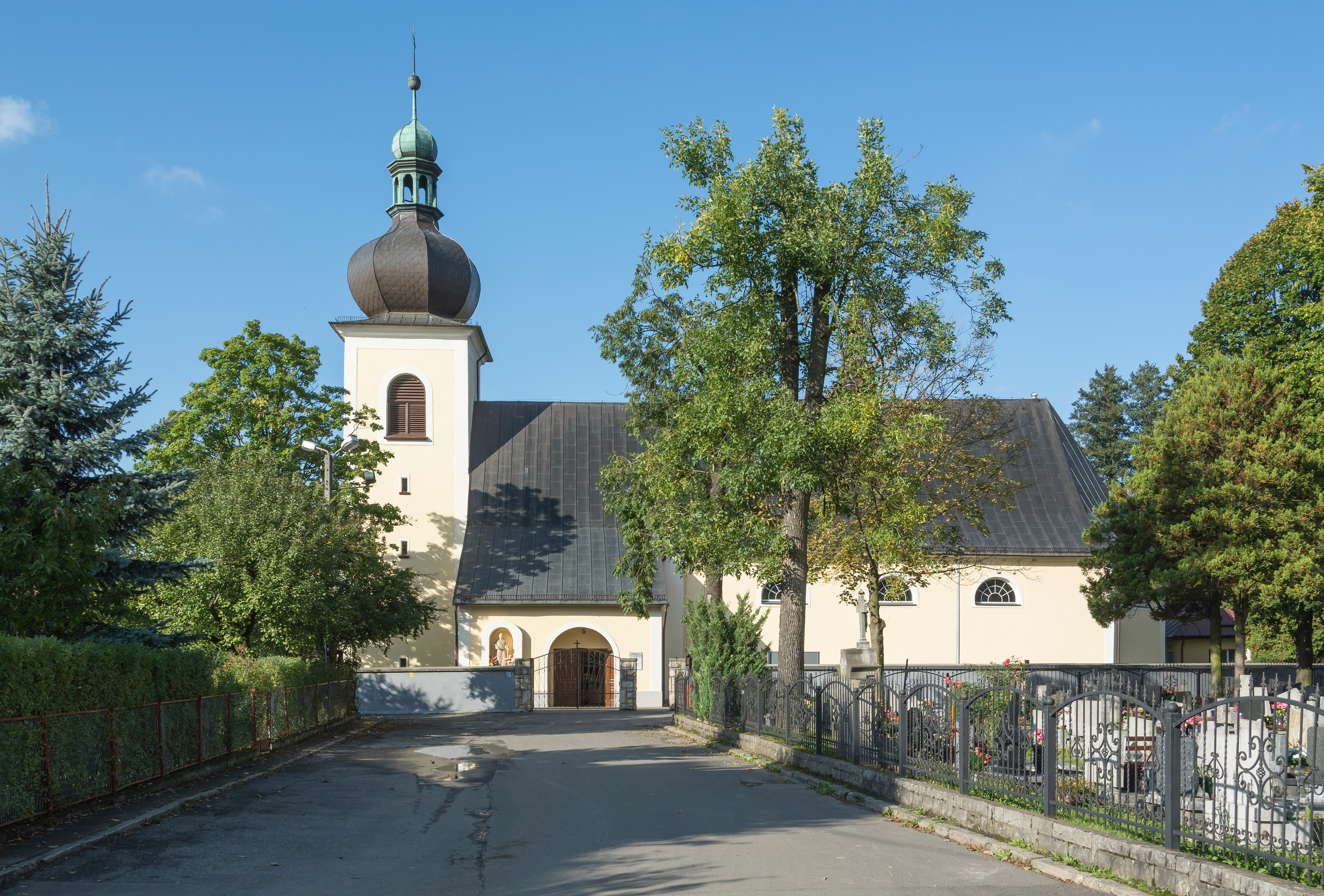
Kościół św. Katarzyny

Do wojewódzkiego rejestru zabytków wpisane są obiekty:
- miasto jako historyczny układ urbanistyczny, z XV-XX w.;

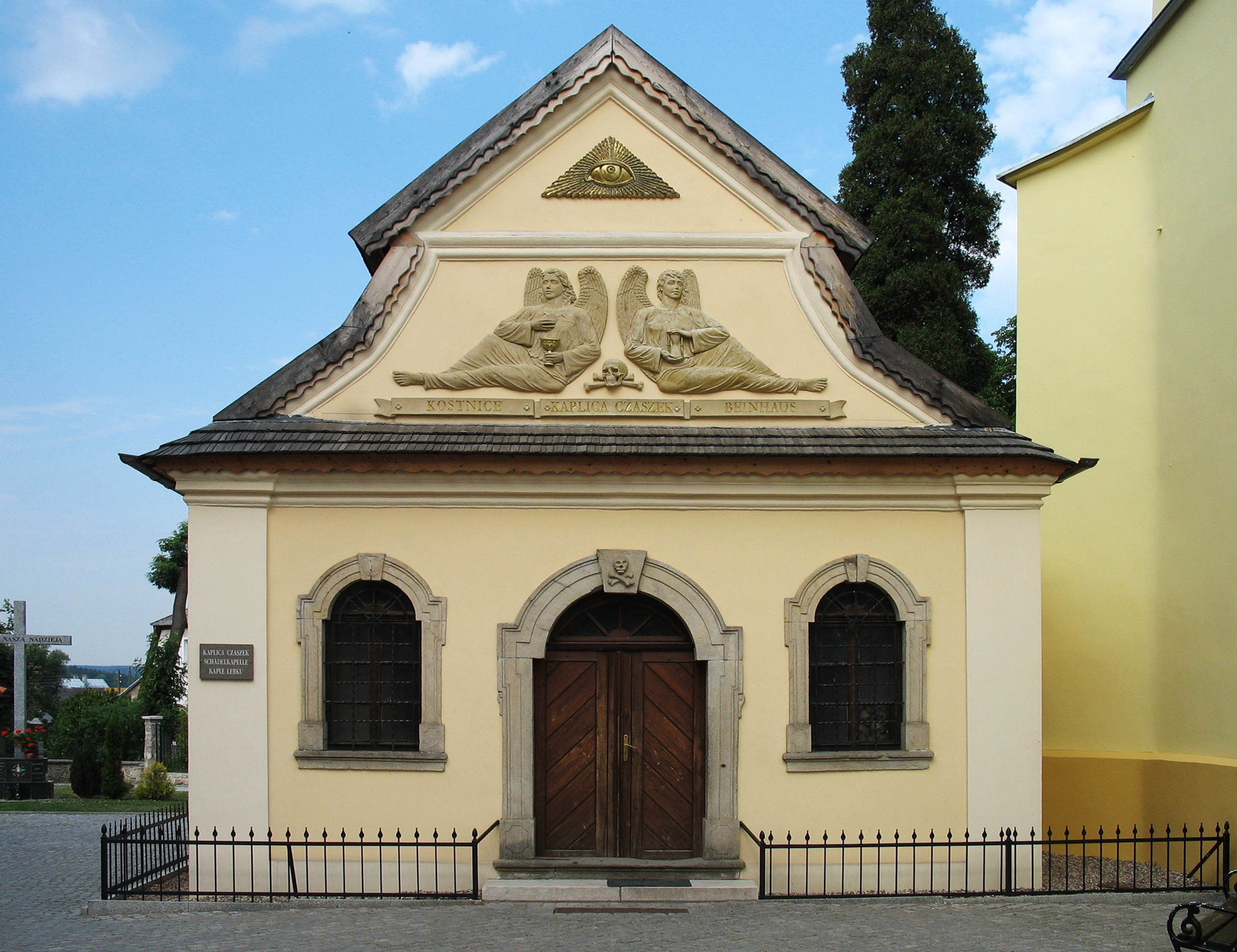
Kaplica Czaszek – jedna z trzech w Europie

- kościół parafialny pw. św. Katarzyny, z 1679 r., XIX w.;
- cmentarz przykościelny;
- kaplica ewangelicka, ob. kościół par. ewangelicki, ul. Moniuszki 6, z 1797-98 r.;
- dzwonnica wiejska, ul. 1 Maja 61, drewn.-szach., z XIX w.;
- park zdrojowy z 2 poł. XVIII-XX w.;
- hala spacerowa w Parku Zdrojowym, z 1906 r.;
- pensjonat, obecnie DW „Bajka IV”, ul. Zdrojowa 36, z 1894 r.

Kudowa-Zdrój-Brzozowie

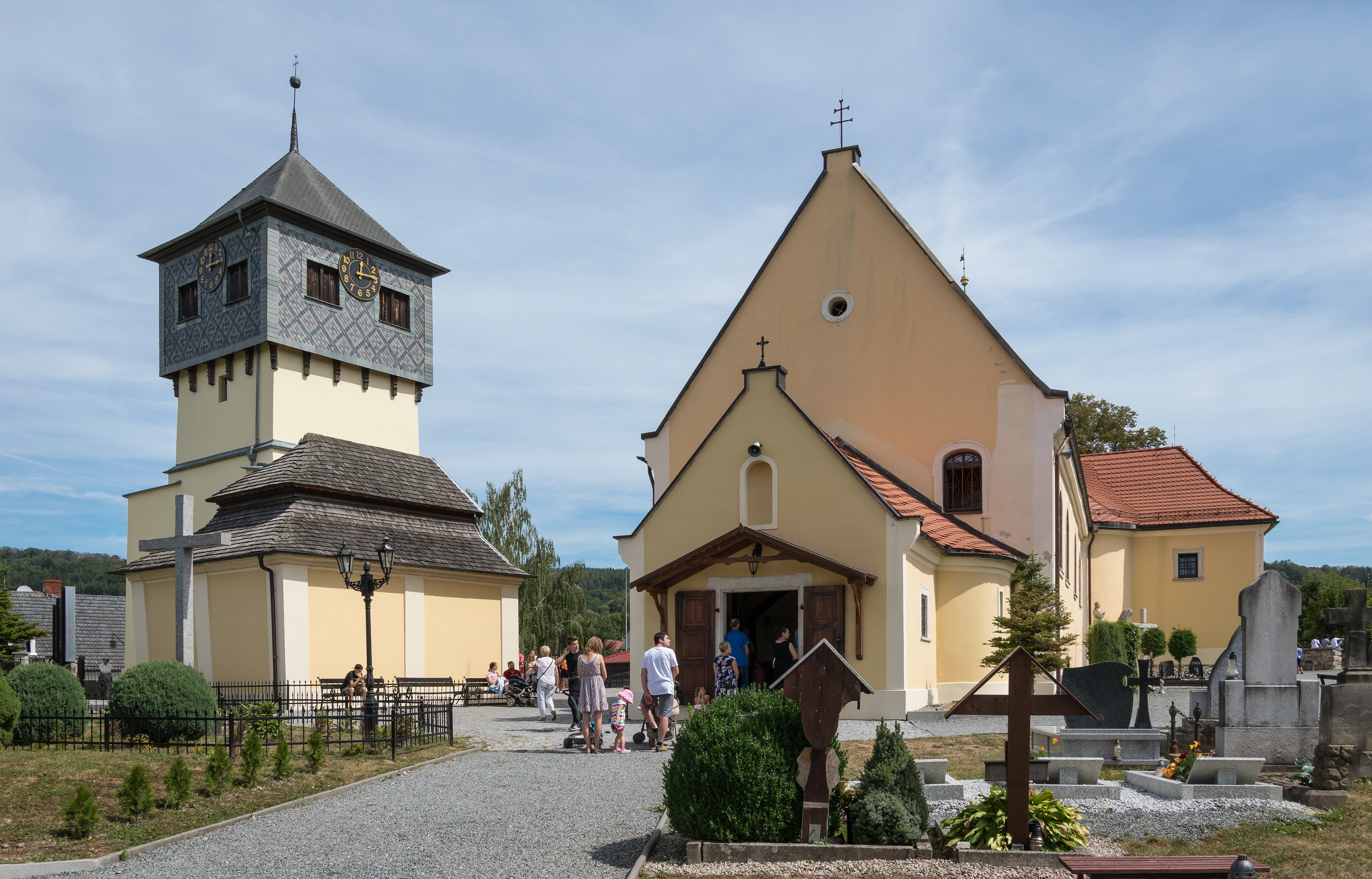
Kościół św. Bartłomieja z 1384 r., Kudowa-Zdrój-Czermna

- kościół filialny pw. św. Piotra i Pawła, z 1730 r.;
- dzwonnica, z 1730 r.;

Kudowa-Zdrój-Czermna
- kościół parafialny pw. św. Bartłomieja z 1384 r., XVI, k. XVIII w.;
- Kaplica Czaszek;
- dzwonnica, z XVII w.;
- kaplica cmentarna, z 1776 r.;
- stodoła, ul. Kościuszki 35, drewniana, z pocz. XIX w.;
- stodoła, ul. Kościuszki 73, drewniana, z k. XIX w., przeniesiona do skansenu w Pstrążnej;
- dom, ul. Kościuszki 122, drewniany, z k. XVIII w., przeniesiony do skansenu w Pstrążnej.

Kudowa-Zdrój-Pstrążna

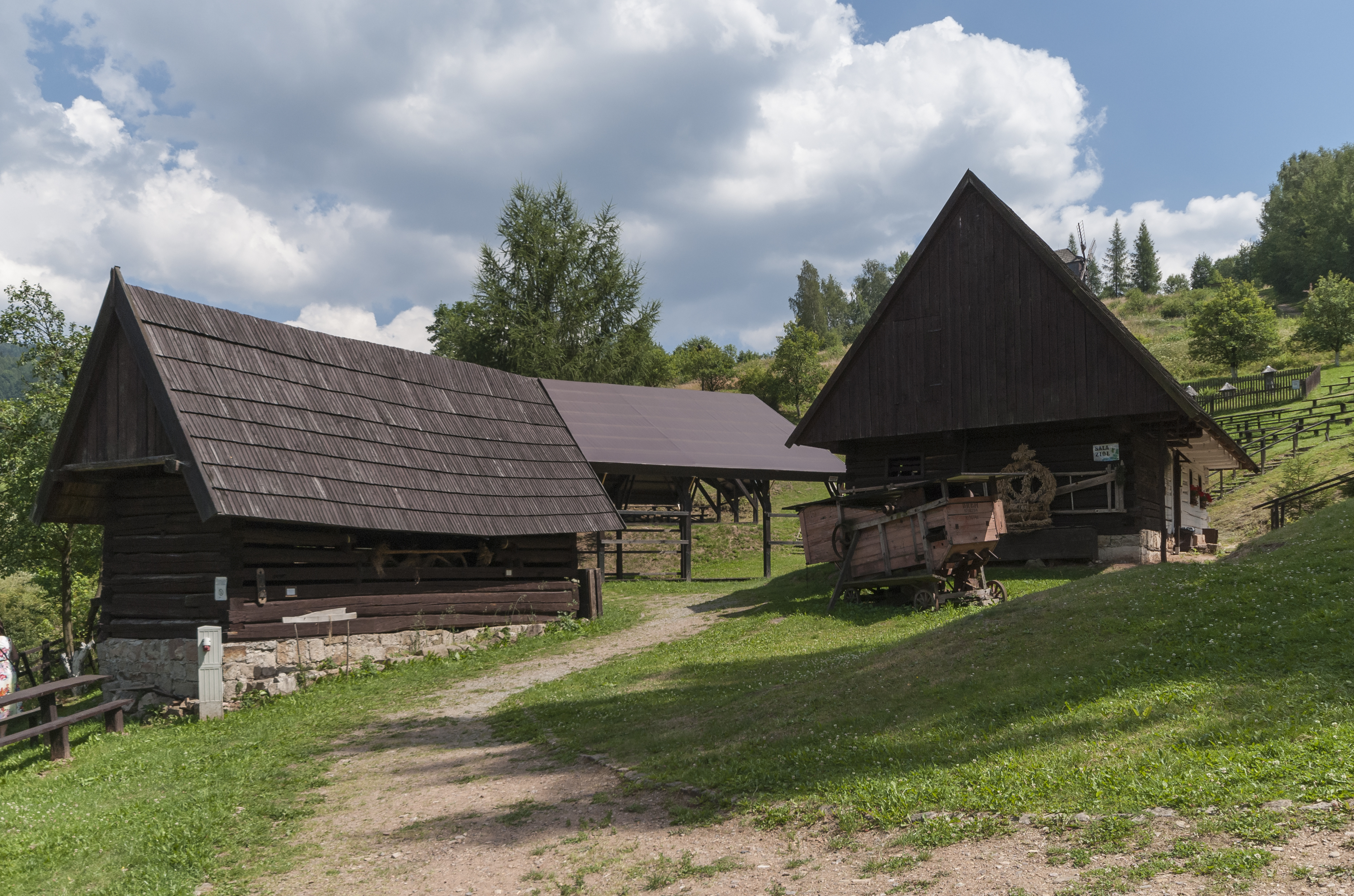
Układ przestrzenny z XVIII-XX w., Kudowa-Zdrój – Pstrążna

- wieś – układ przestrzenny, z XVIII-XX w.;
- budynki w skansenie:
  - dom z Szalejowa Dolnego (nr 7), drewniany, z XVIII w.;
  - stodoła z Czermnej (ul. Kościuszki 73), drewniana, z k. XIX w.;
  - dom z Czermnej (ul. Kościuszki 122), drewniany, z k. XVIII w.;
  - chałupa z Nowej Łomnicy (nr 29), drewniana, z poł. XIX w.;

Kudowa-Zdrój-Słone
- dom nr 102 (d. nr 70), drewniany, z pocz. XIX w.

## Transport
Przez miasto przebiega Droga krajowa nr 8 Kudowa-Zdrój (byłe przejście graniczne Kudowa Słone-Náchod) – Wrocław – Warszawa – Białystok – byłe Przejście graniczne Budzisko-Kalvarija. Jest to najdłuższy fragment trasy europejskiej E67 Praga – Helsinki. Drugą trasą o istotnym znaczeniu jest droga wojewódzka nr 387 ze Ścinawki Górnej do Kudowy Zdroju. W mieście zlokalizowana jest także stacja kolejowa Kudowa-Zdrój.

## Turystyka
Głównymi atrakcjami turystycznymi Kudowy jest położona w dzielnicy miasta Czermna Kaplica Czaszek – jedna z trzech w Europie (kaplica wyłożona czaszkami i piszczelami ludzi zmarłych w czasie wojny trzydziestoletniej oraz zarazy), odrestaurowany park zdrojowy z pijalnią wód mineralnych (m.in. wody arsenowe) i otwarte w 2002 r. kryte kąpielisko. W Kudowie organizowane są Festiwale Moniuszkowskie, których repertuar złożony jest w większej części z dzieł Stanisława Moniuszki, twórcy polskiej opery narodowej.
Ponadto jest dogodnym punktem wypadowym dla jednodniowych wycieczek w Góry Stołowe (Szczeliniec Wielki, rezerwat Błędne Skały), do sanktuarium w Wambierzycach oraz do Czech, w tym do Pragi położonej w odległości 150 kilometrów.
Posiada rozbudowaną bazę noclegową, zarówno w sanatoriach (możliwość skorzystania z zabiegów przyrodo-leczniczych), jak i w licznych pensjonatach i hotelach.
Kudowa również posiada trzy dostępne publicznie źródła wody mineralnej, dwa z nich (Marchlewski i Śniadecki) są umieszczone w budynku pijaln (wejście za opłatą) a trzecie (Moniuszko) znajduje się niedaleko stawu (w Parku Zdrojowym, bez opłat), niestety nie ma podziału na zimną i ciepłą jak dwa poprzednie.
W Kudowie działa również Muzeum Zabawek, Muzeum Żaby – obecnie Ekocentrum Parku Narodowego Gór Stołowych, gromadzące wszelkie gadżety związane z tym płazem oraz Szlak ginących zawodów ze zrekonstruowanym wiatrakiem-koźlakiem z 1886.
W dzielnicy Czermna udostępniona jest do zwiedzania szopka zbudowana w latach 1904–1924 składająca się z ok. 250 ruchomych figurek lipowych.
W Pstrążnej znajduje się Muzeum Kultury Ludowej Pogórza Sudeckiego ze skansenem, w którym zgromadzono m.in. drewniane budynki z ziemi kłodzkiej wraz z zabytkami kultury materialnej: ich wyposażeniem – meblami, pościelą, sprzętami gospodarskimi. Muzeum wydawało także kwartalnik „Pamiętnik Kudowski”.

### Szlaki turystyczne
- Karłów – Błędne Skały – Kudowa-Zdrój – Dańczów – Lewińska Przełęcz – Grodczyn – Duszniki-Zdrój (Główny Szlak Sudecki)
- Pasterka – Błędne Skały – Pstrążna – Czermna – Góra Parkowa – Altana Miłości – Kudowa-Zdrój – Krucza Kopa – Darnków – Rozdroże pod Lelkową
- Kulin Kłodzki – Kulin Kłodzki (przystanek kolejowy) – Gołaczów – Żyznów – Cisowa – Darnków – Pod Kruczą Kopą – Dańczów – Lewin Kłodzki (przystanek kolejowy) – Jarków – Pod Ptasznicą PL/CZ – Česká Čermná – Česká Čermná CZ/PL – Brzozowie – Źródło Marii – Kudowa-Zdrój
- Taszów – Jarków – Kudowa-Zdrój
- Kudowa-Zdrój – Brzozowie – Pod Ptasznicą PL/CZ[47].

## Wspólnoty wyznaniowe
- Kościół rzymskokatolicki:
  - parafia św. Katarzyny[48]
  - parafia Miłosierdzia Bożego[48]
  - parafia św. Bartłomieja[48]

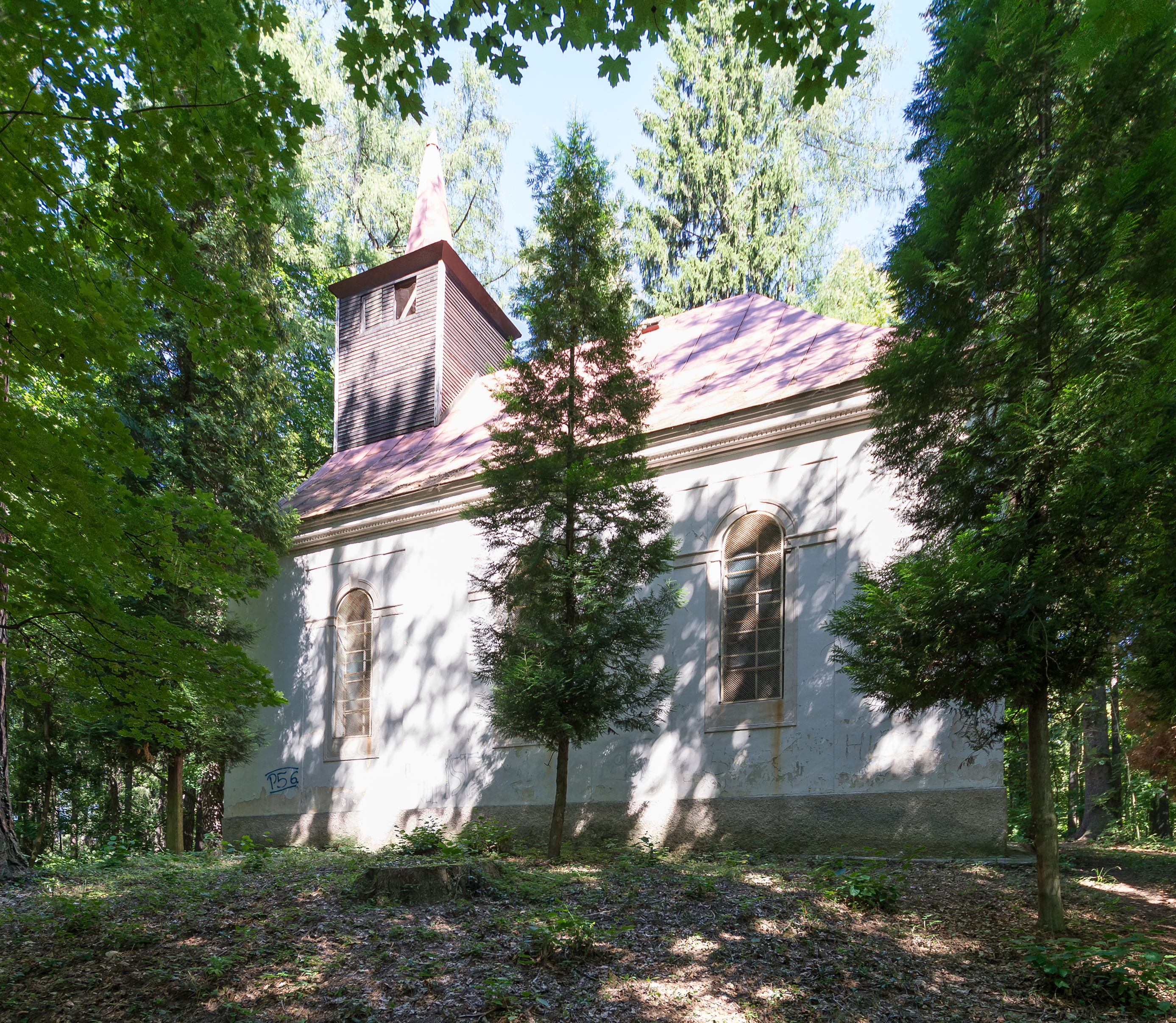
Kościół ewangelicko-augsburski Chrystusa Pana

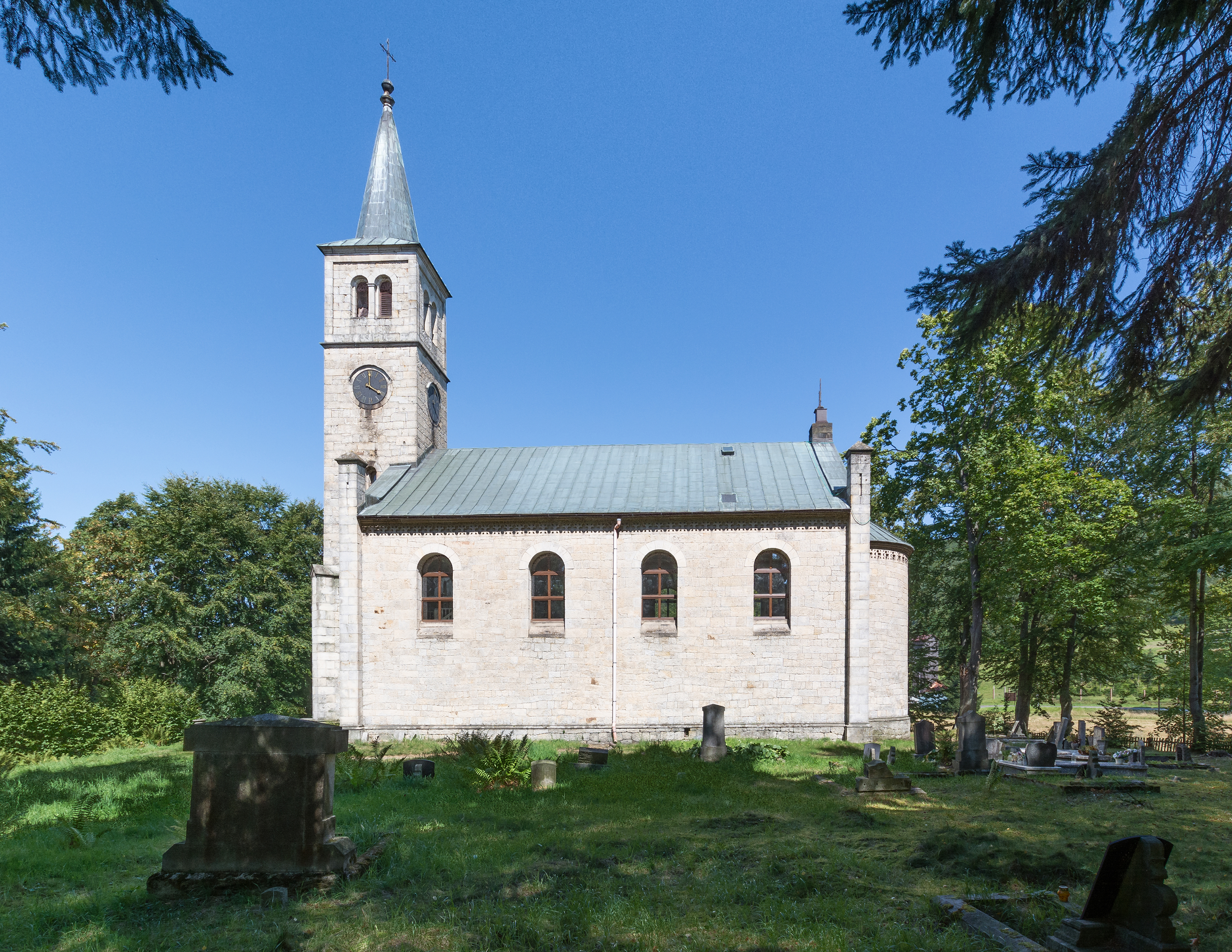
Kościół ewangelicko-reformowany w Pstrążnej

  - dom zakonny misjonarzy klaretynów[49]
  - kaplica sióstr elżbietanek[50]
  - dom zakonny sióstr służebniczek (Willa Diana)[51]
- Kościół Ewangelicko-Augsburski w RP:
  - filiał parafii w Kłodzku[52]
- Kościół Ewangelicko-Reformowany:
  - Parafia Ewangelicko-Reformowana w Pstrążnej[53]
- Kościół Zielonoświątkowy:
  - zbór w Kudowie-Zdroju[54]
- Świadkowie Jehowy:
  - zbór Kudowa (Sala królestwa, ul. Zdrojowa)[55]

## Sport
W mieście działają dwa piłkarskie kluby: ZKS Włókniarz Kudowa-Zdrój oraz LUKS Czermna.

## Władze miasta, preferencje polityczne

### Miasta partnerskie
Lista miast partnerskich Kudowy-Zdroju:
- Česká Skalice, Czechy
- Horn-Bad Meinberg, Niemcy
- Hronov, Czechy
- Náchod, Czechy
- Tuchola, Polska